# Сєвєродончанка
«Сєвєродончанка» — жіночий волейбольний клуб з м. Сєвєродонецька, Україна. Заснований в 1999. Виступала в Суперлізі.
ВК «Сєвєродончанка» чемпіон України (2009), бронзовий призер (2006), володар Кубка України (2009).

## Історія

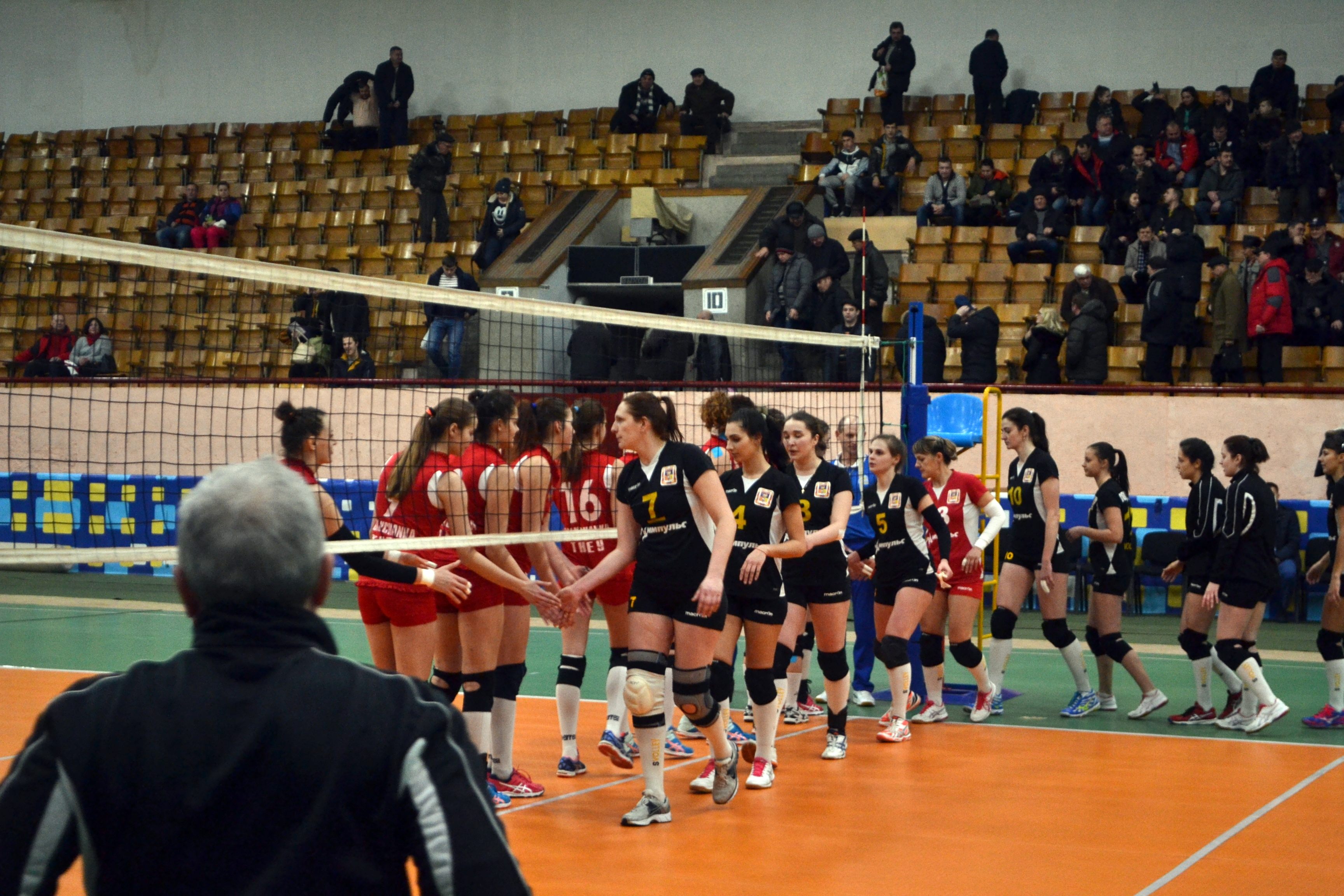
Матч "Сєвєродончанки". 2018 рік.

1998 року було ухвалено рішення на базі сєверодонецької ДЮСШ №2 сформувати волейбольну команду для заявки на чемпіонат України. І вже восени ця команда, сформована з дівчат 1982-1986 року народження, переважно зі школярок та кількох студенток, розпочинає свій шлях у другій лізі чемпіонату України. Під керівництвом Геннадія Ажбікіровича Кунжапова команда виграватиме гру за грою, а в заключному поєдинку обіграє дублюючий склад луганської «Іскри» з рахунком 3:1, виграє другу лігу і забезпечить собі путівку до першої ліги чемпіонату України.
У сезоні 2001—2002 років клуб у першій лізі Чемпіонату України з волейболу посів перше місце, після чого перейшов грати у Вищу лігу.
У сезоні 2005—2006 років команда «Сєвєродончанка» в чемпіонаті України посіла третє місце.
З сезону 2007—08 років команду очолює Заслужений тренер СРСР та України, майстер спорту Володимир Бузаєв. Команда посіла п'яте місце.
У 2008 році «Сєвєродончанка» брала участь у Кубку виклику. У січні 2009 команда виграла Кубок України. У сезоні 2008—2009 років команда «Сєвєродончанка» стала чемпіоном України. Кольори команди в тому сезоні захищали Ірина Комісарова, Ольга Гейко, Анастасія Трач, Євгенія Нюхалова, Богдана Анісова, Ганна Лісєєнкова, Катерина Матешук, Олена Сич, Олена Козиряцька-Середа, Олена Лимарева-Флінк, Ольга Савенчук, Ольга Костіна, Юлія Пархоменко, Ольга Трач, Віра Козак, Аріна Бахрамова, Христина Дєжкіна й Олександра Гаршина.   
У сезоні 2009—10 років «Сєвєродончанка» посіла четверте місце в чемпіонаті України.
Директорами клубу в різні часи були: Полонік Анатолій Миколайович, Гангал Василь Вікторович, Разумний Сергій Олексійович, Афанас'євська Любов Борисівна.
У склад збірної України входять Володимир Бузаєв — тренер національної збірної, Олена Світлична — тренер-лікар, Олег Кривко — масажист. Національна збірна — Ольга Костіна, Ірина Комісарова, Христина Дєжкіна, Аріна Бахрамова, Олена Сич, Ольга Савенчук, Ганна Лісєєнкова, Ольга Трач; молодіжна збірна — Б. Анісова, О. Гаршина, В. Лук'янець.
у 2018 через відсутність фінансування команда перестала існувати.

## Склад

### У сезоні 2013/14
| No | Національність | Гравець             | Дата народження   | Зріст | Вага | Позиція                  |
| -- | -------------- | ------------------- | ----------------- | ----- | ---- | ------------------------ |
| 1  | Україна        | Юлія Палій          | 19 січня 1989     | 187   | 80   | догравальниця/діагональ  |
| 2  | Україна        | Марина Дегтярьова   | 22 листопада 1993 | 185   | 59   | зв'язуюча                |
| 3  | Україна        | Інна Деніна         | 2 березня 1992    | 179   | 72,5 | універсал                |
| 4  | Україна        | Олена Сидоренко     | 20 січня 1974     | 184   | ?    | догравальниця/ліберо     |
| 5  | Україна        | Каріна Юрченко      | 28 грудня 1997    | 178   | 50   | нападниця                |
| 6  | Україна        | Ганна Бурбелюк      | 15 червня 1993    | 187   | 73   | діагональ                |
| 7  | Україна        | Світлана Лідяєва    | 11 грудня 1993    | 182   | 69   | центральна блокувальниця |
| 9  | Україна        | Наталія Луханіна    | 21 липня 1995     | 182   | 70   | диагональ                |
| 10 | Україна        | Ганна Лісєєнкова    | 26 лютого 1991    | 188   | 80   | догравальниця            |
| 11 | Білорусь       | Юлія Марковська     | 29 травня 1982    | 175   | 79   | ліберо                   |
| 12 | Україна        | Тетяна Литвиновська | 5 грудня 1989     | 185,5 | 70,8 | догравальниця            |
| 13 | Україна        | Таїсія Хорольська   | 16 вересня 1993   | 184   | 65   | центральна блокувальниця |
| 14 | Україна        | Ольга Балабанова    | 12 липня 1984     | 185   | ?    | зв'язуюча                |
| 16 | Україна        | Наталія Чернецька   | 30 квітня 1985    | 183   | 68   | центральна блокувальниця |

## Досягнення
- Чемпіон України (1): 2008—09
- Бронзовий призер чемпіонату України (1): 2005—06
- Володар Кубка України (1): 2008—09

## волейбольна команда «Сєвєродончанка»

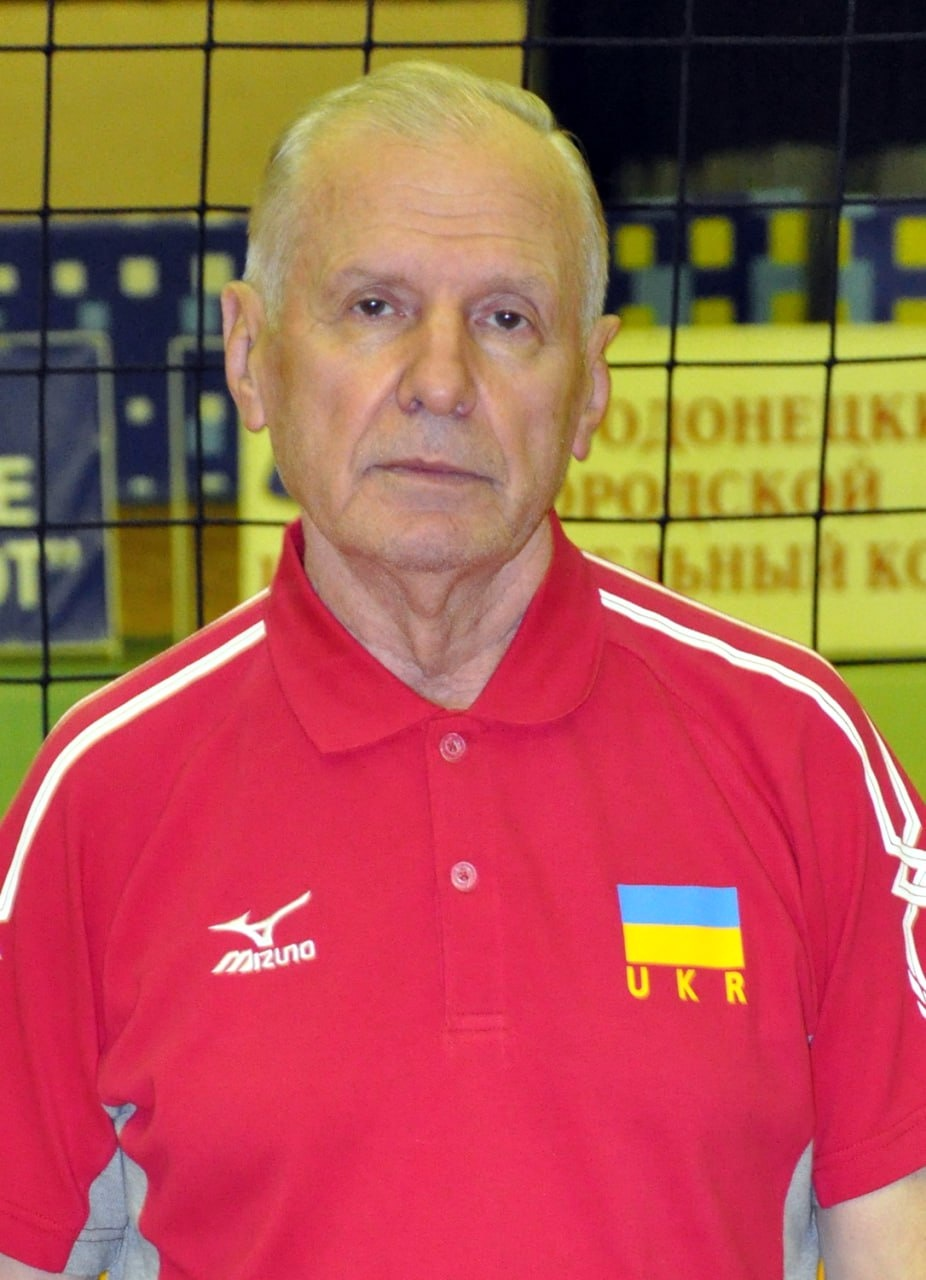
Володимир Бузаєв
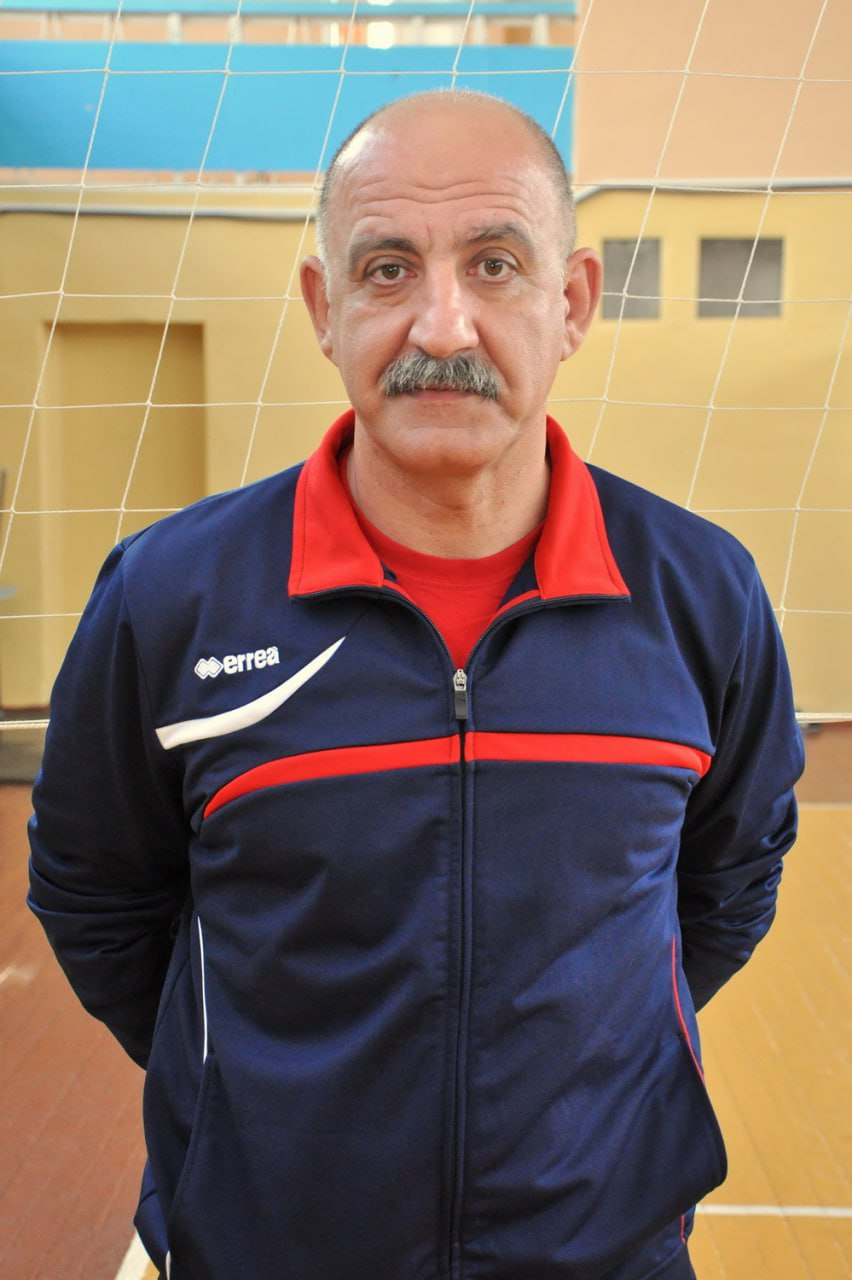
Єгіазаров Гарій Шамоєвич
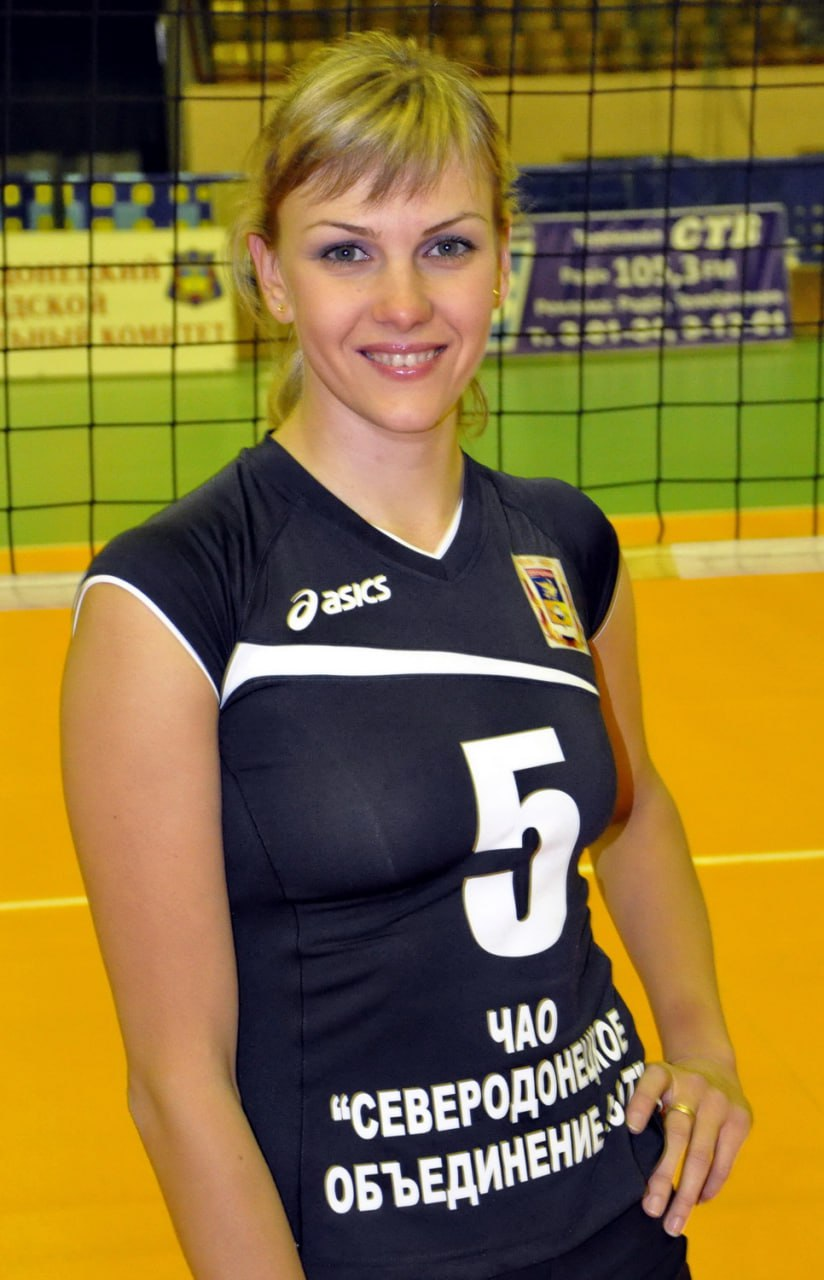
Аксамит Ганна
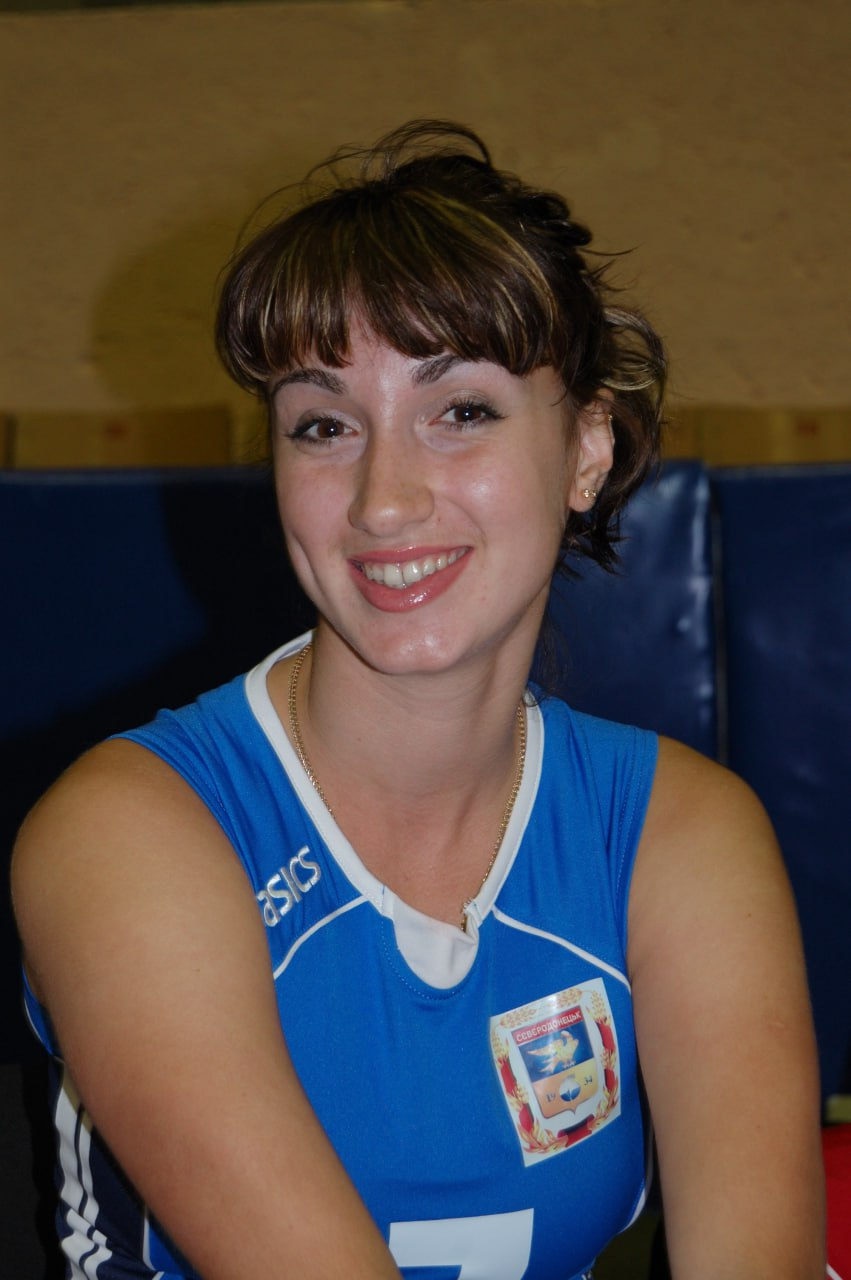
Аріна Бахрамова
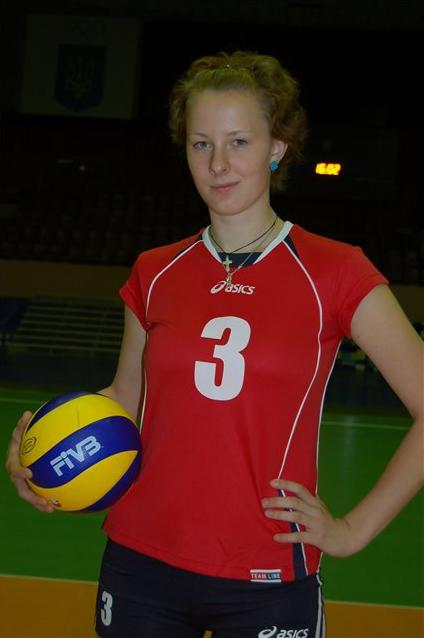
Богдана Анісова
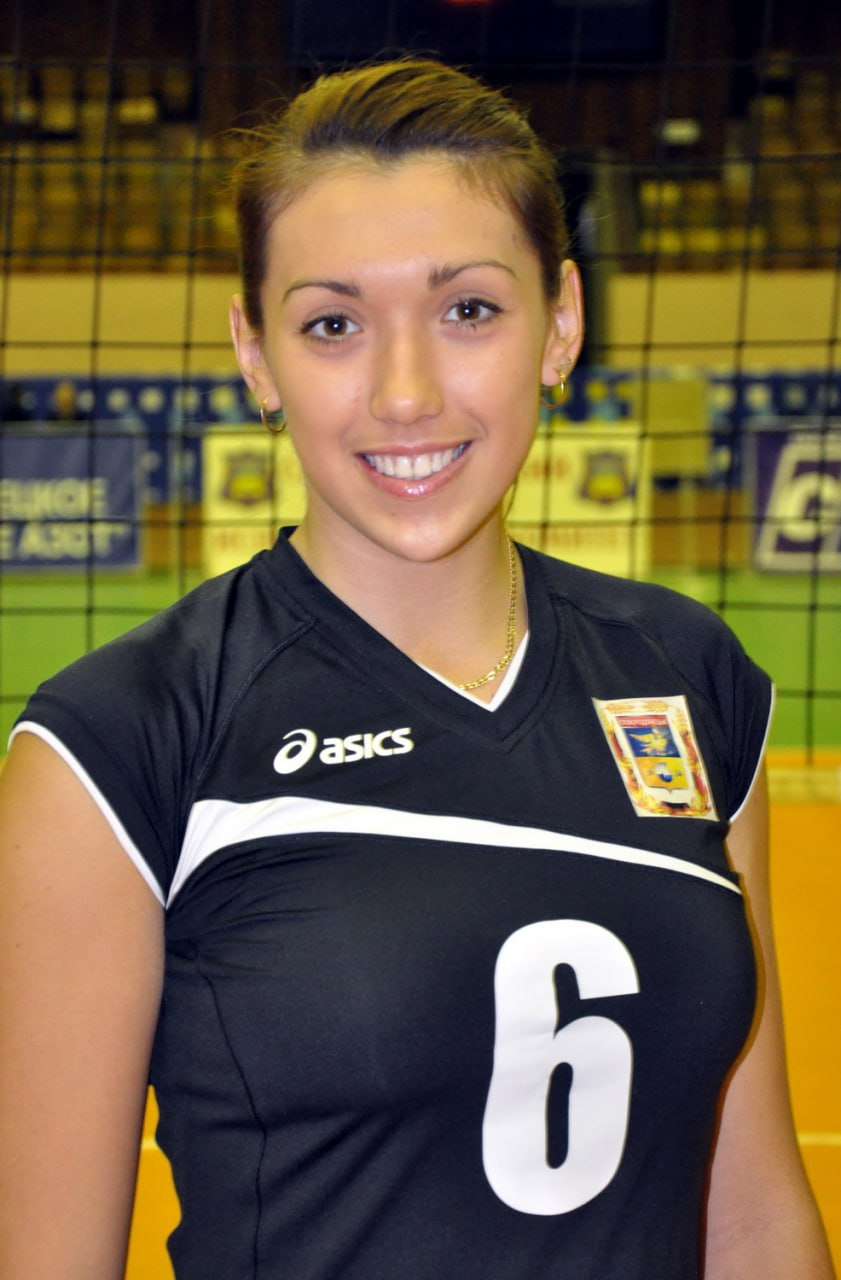
Ганна Бурбелюк
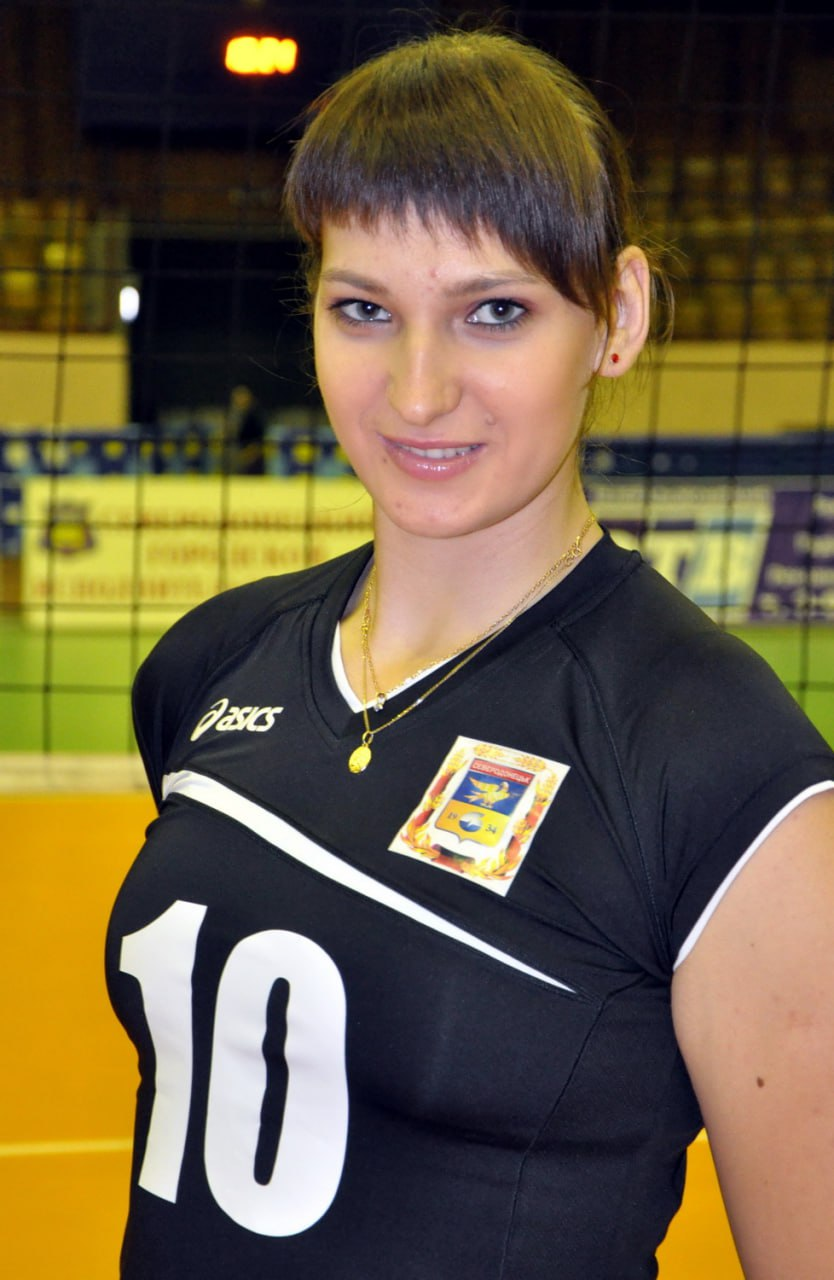
Ганна Лісєєнкова
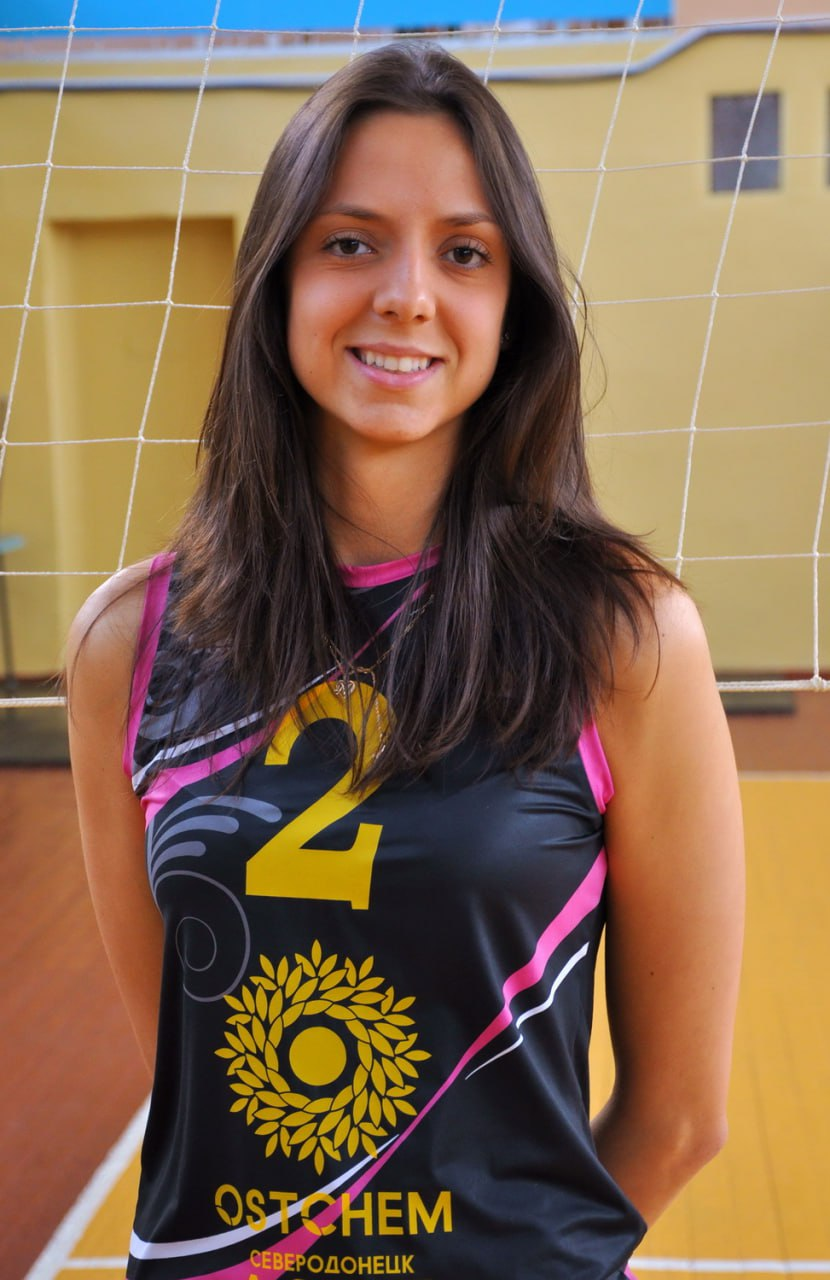
Дегтярьова Марина
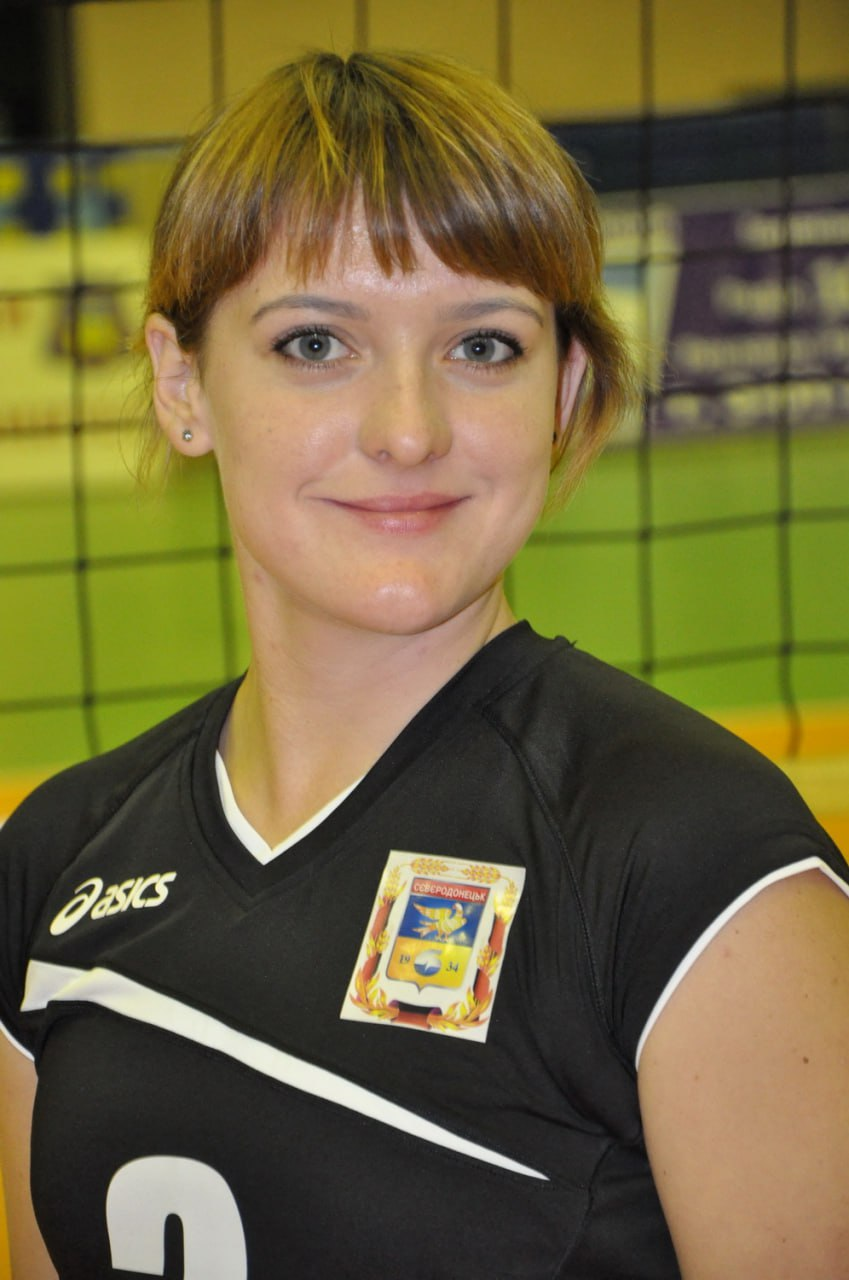
Інна Деніна
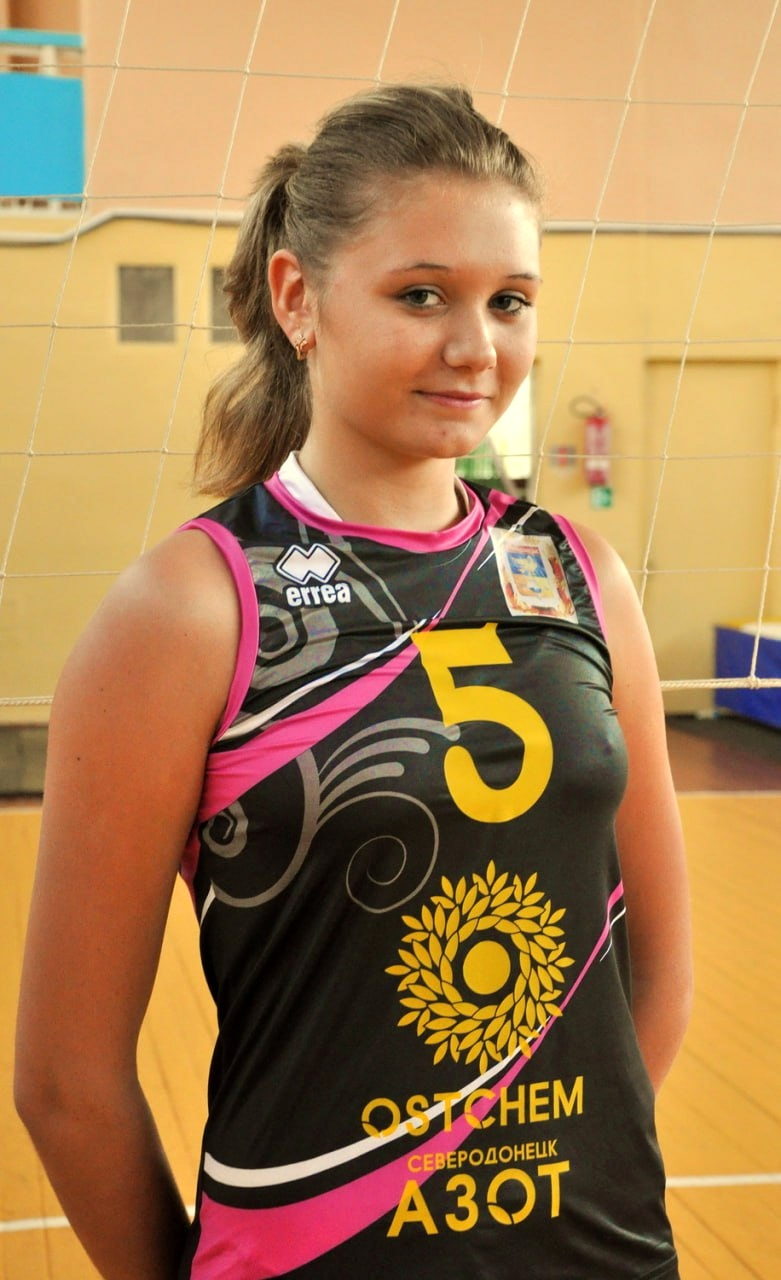
Каріна Юрченко
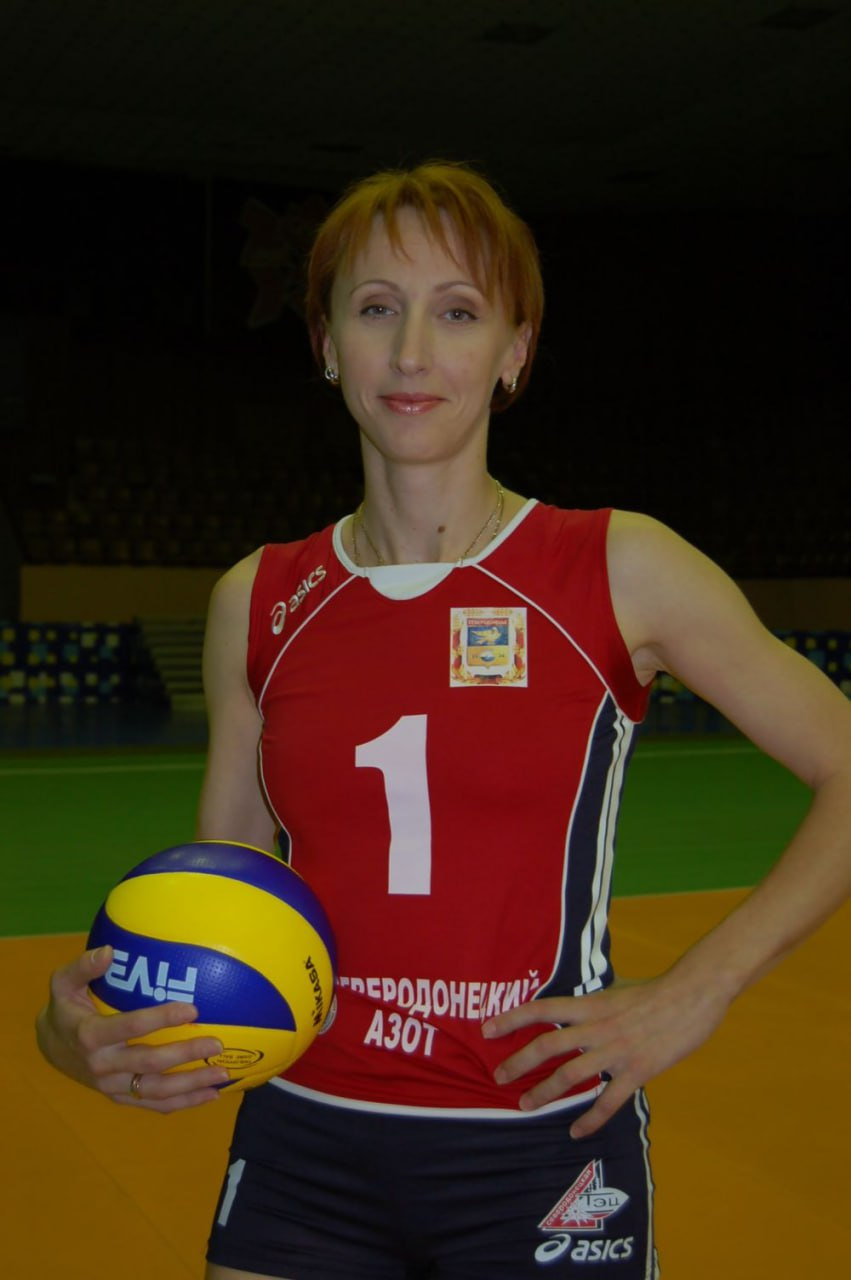
Коломієць Ольга
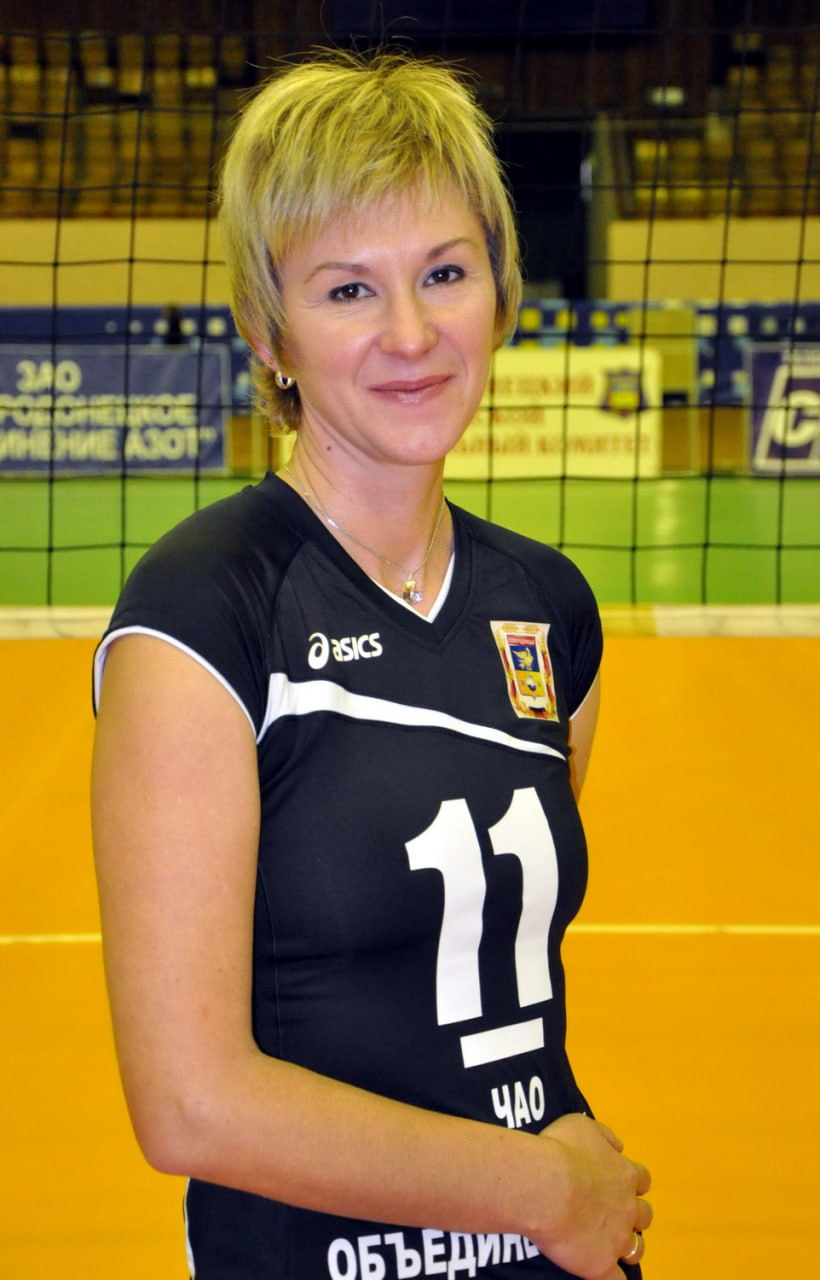
Комісарова Ірина
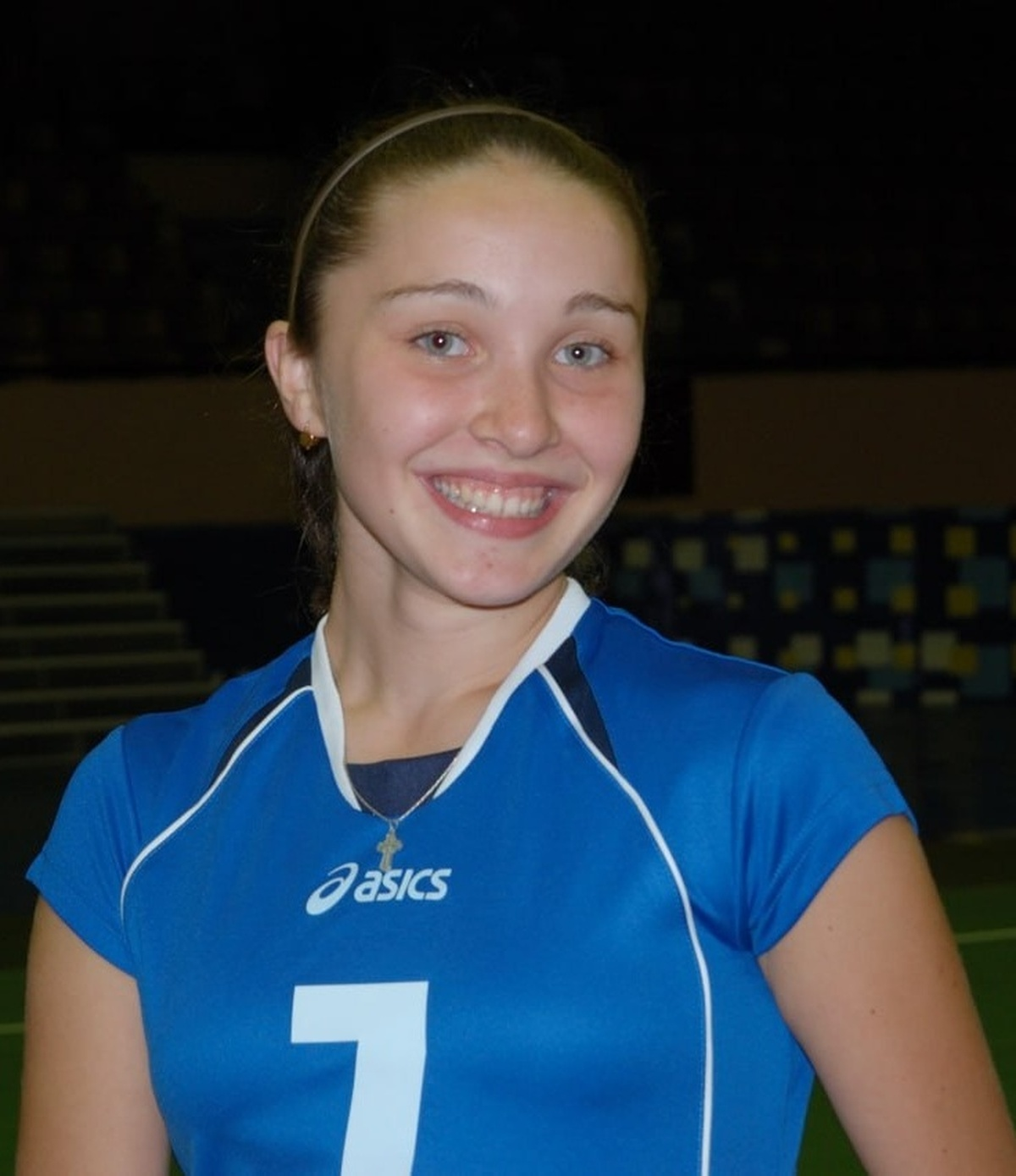
Наталія Луханіна
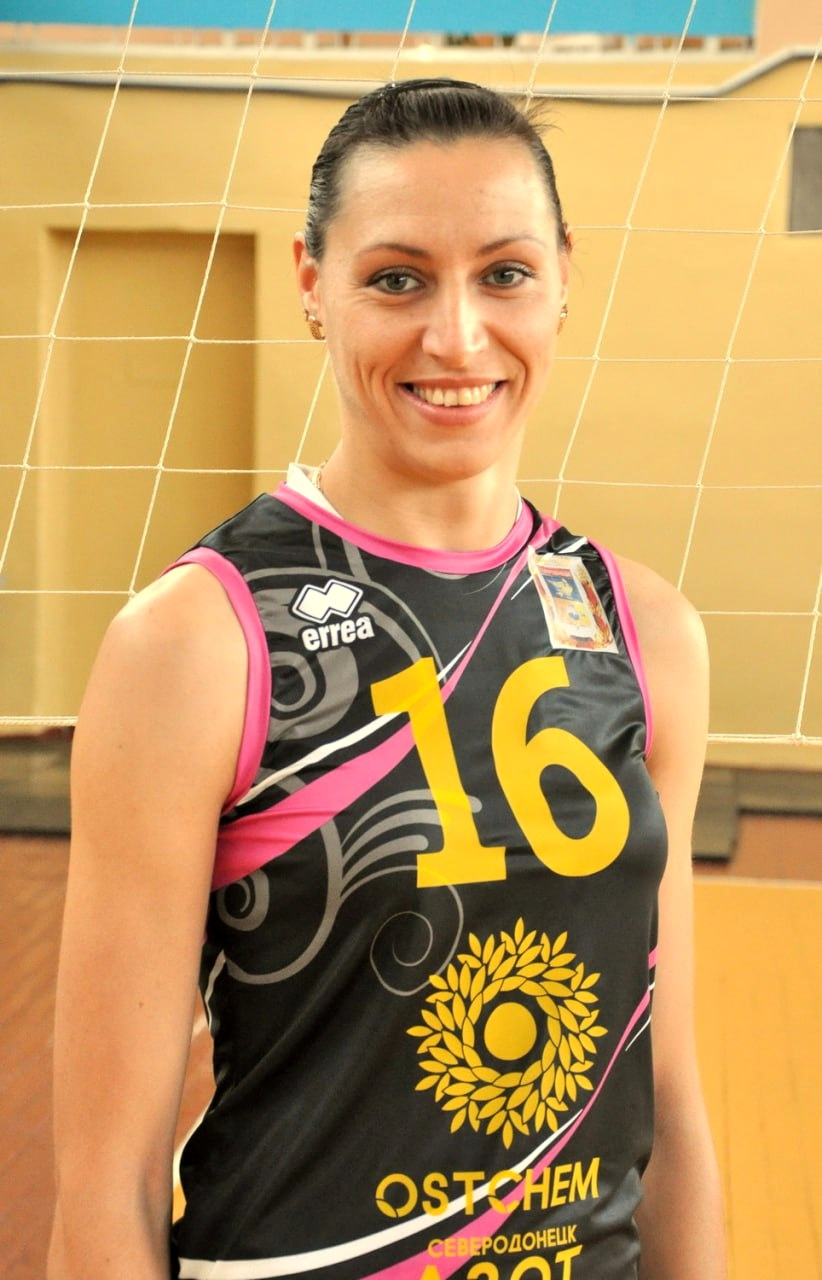
Наталія Чернецька
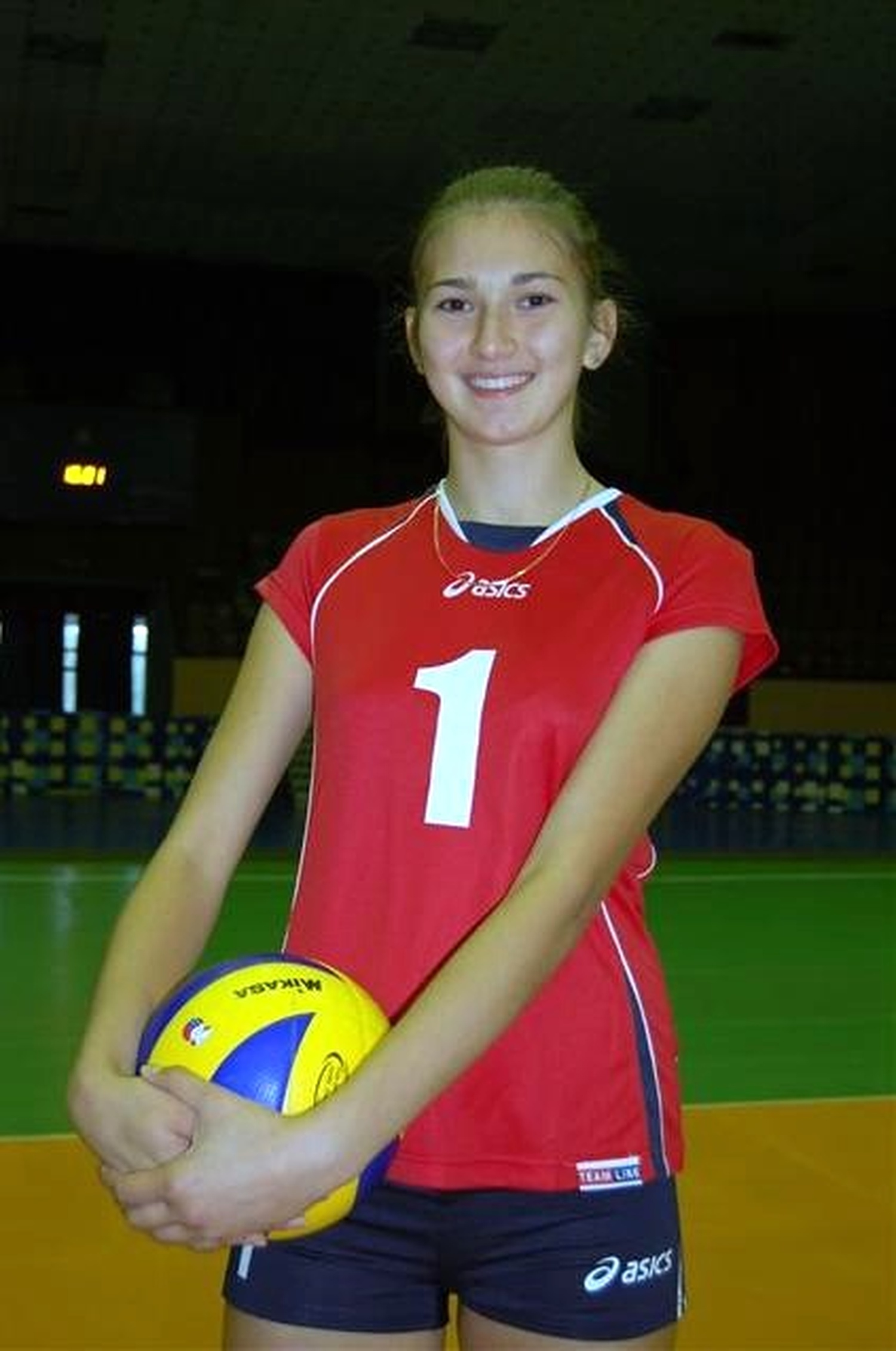
Нюхалова Євгенія
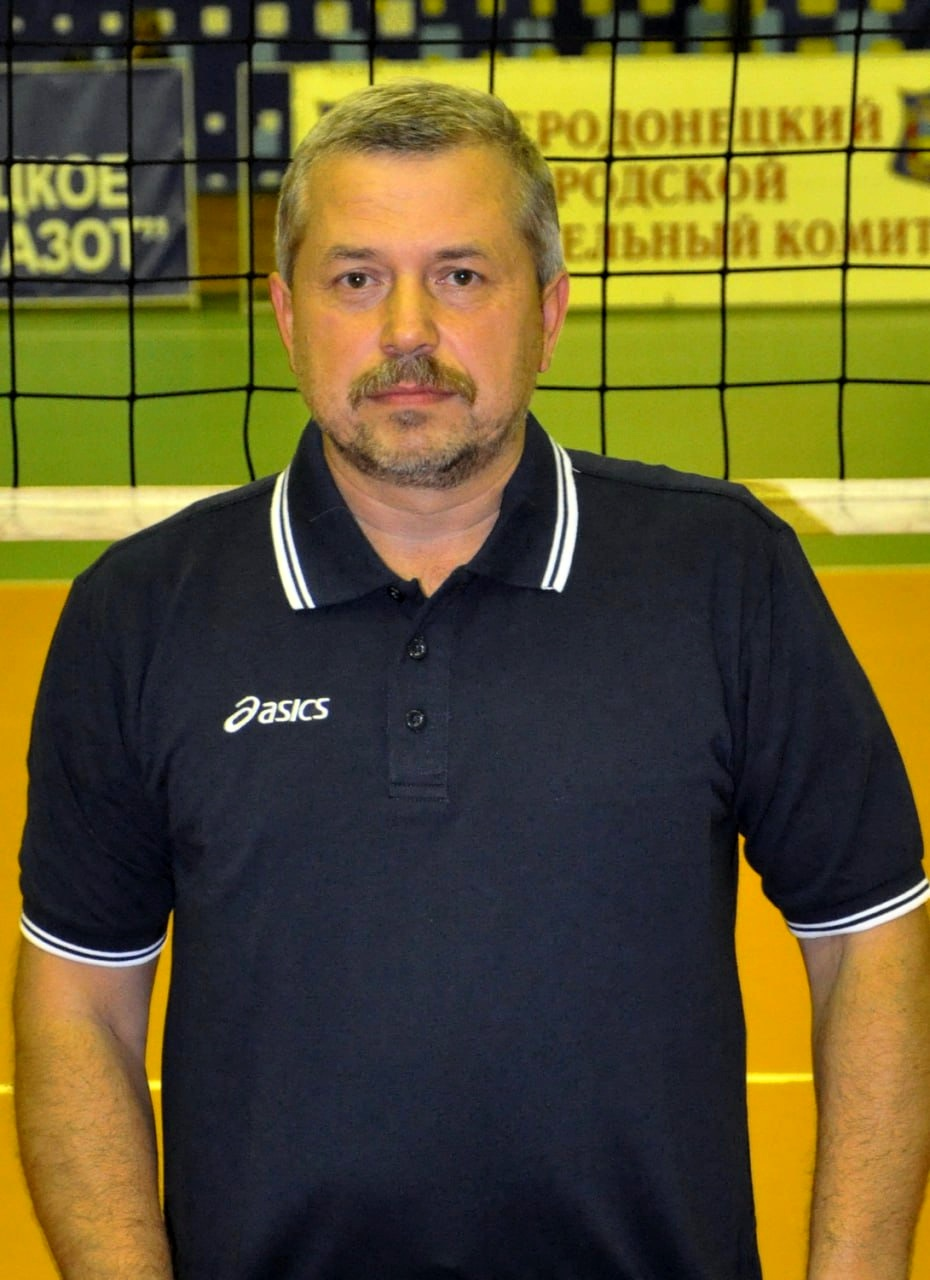
Олег Кривко
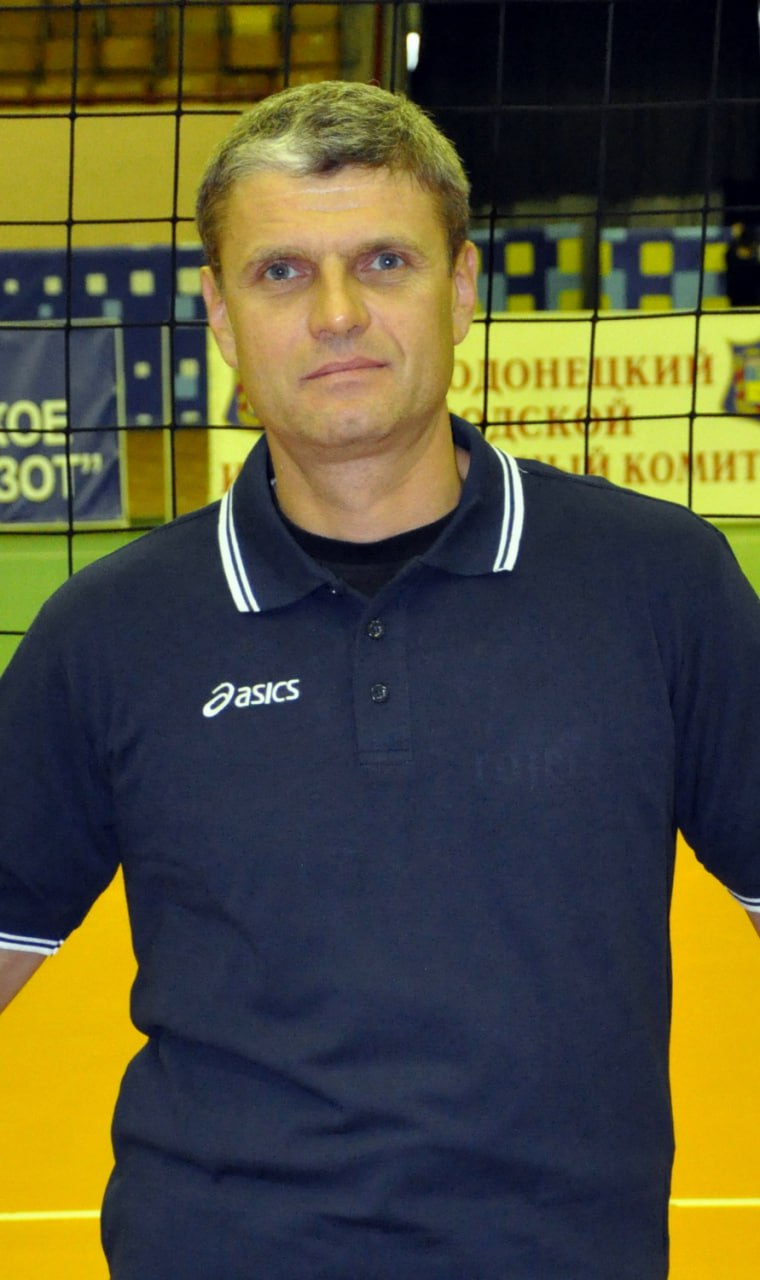
Олег Попов
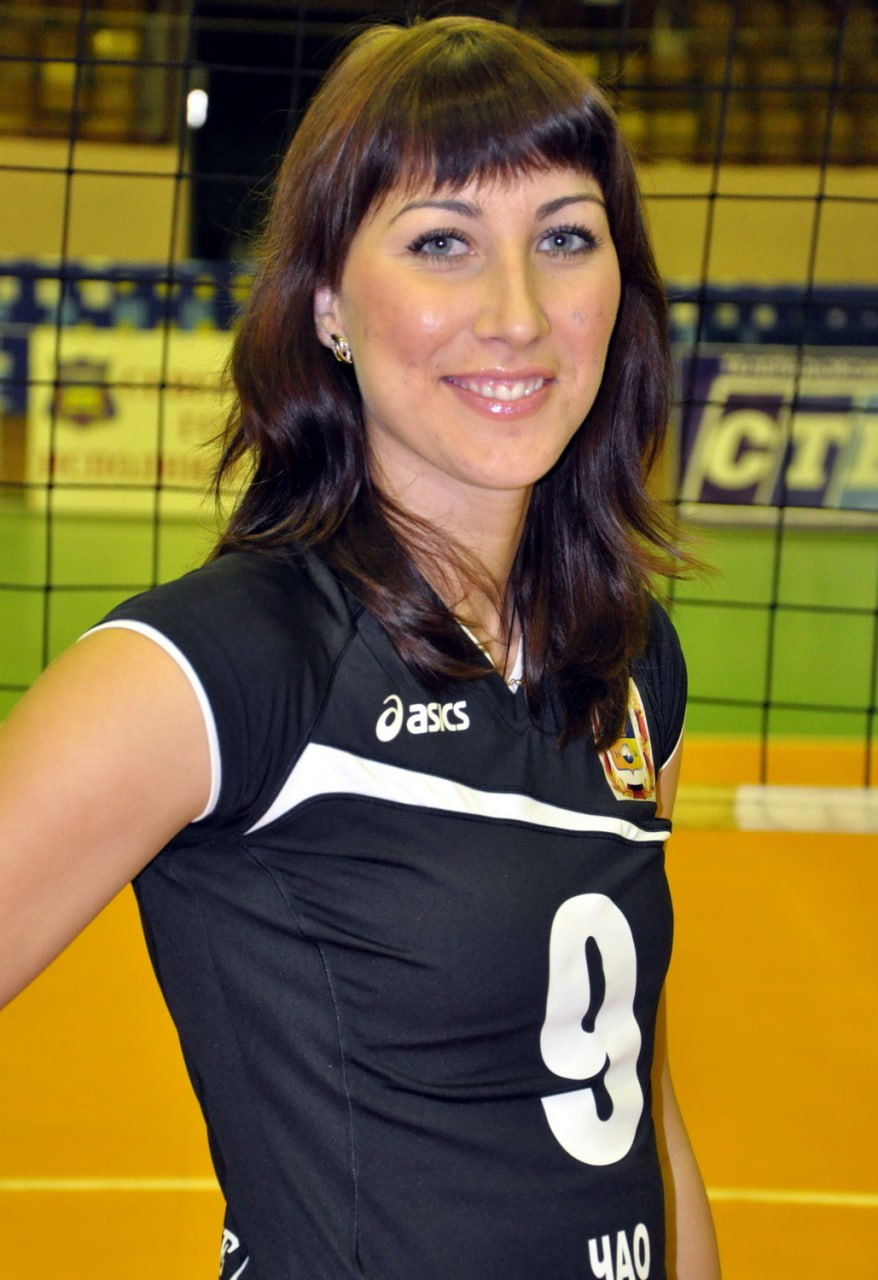
Олена Сич
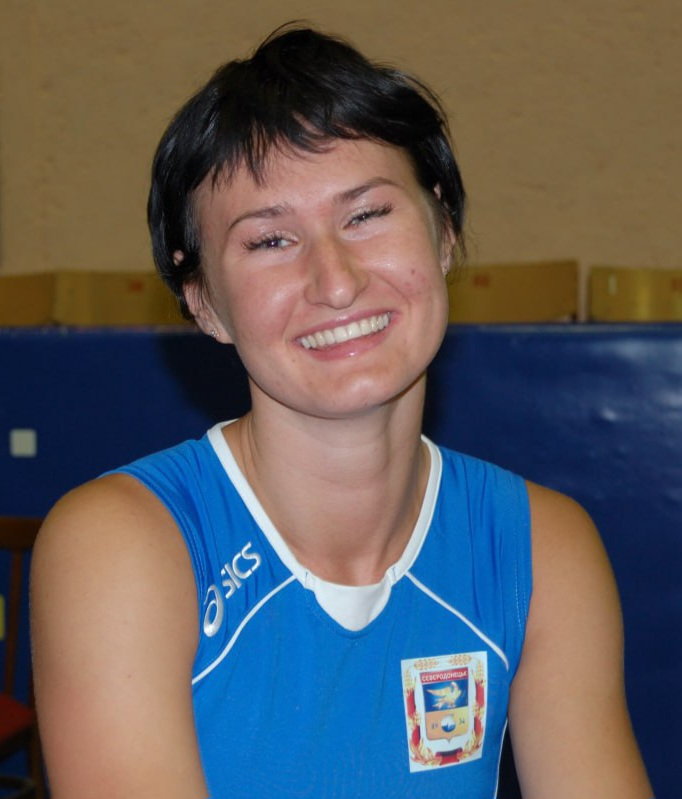
Савенчук Ольга
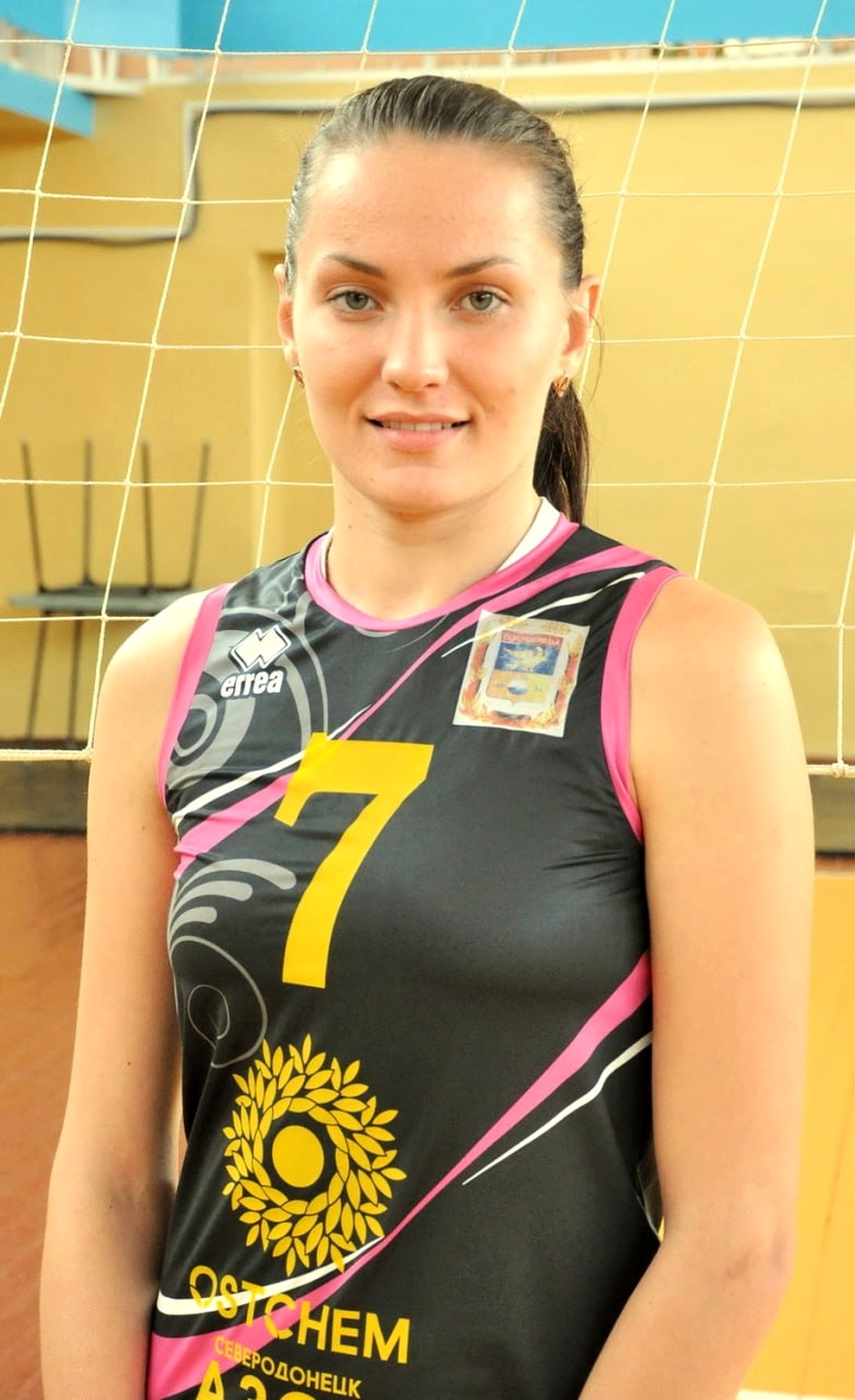
Світлана Лідяєва
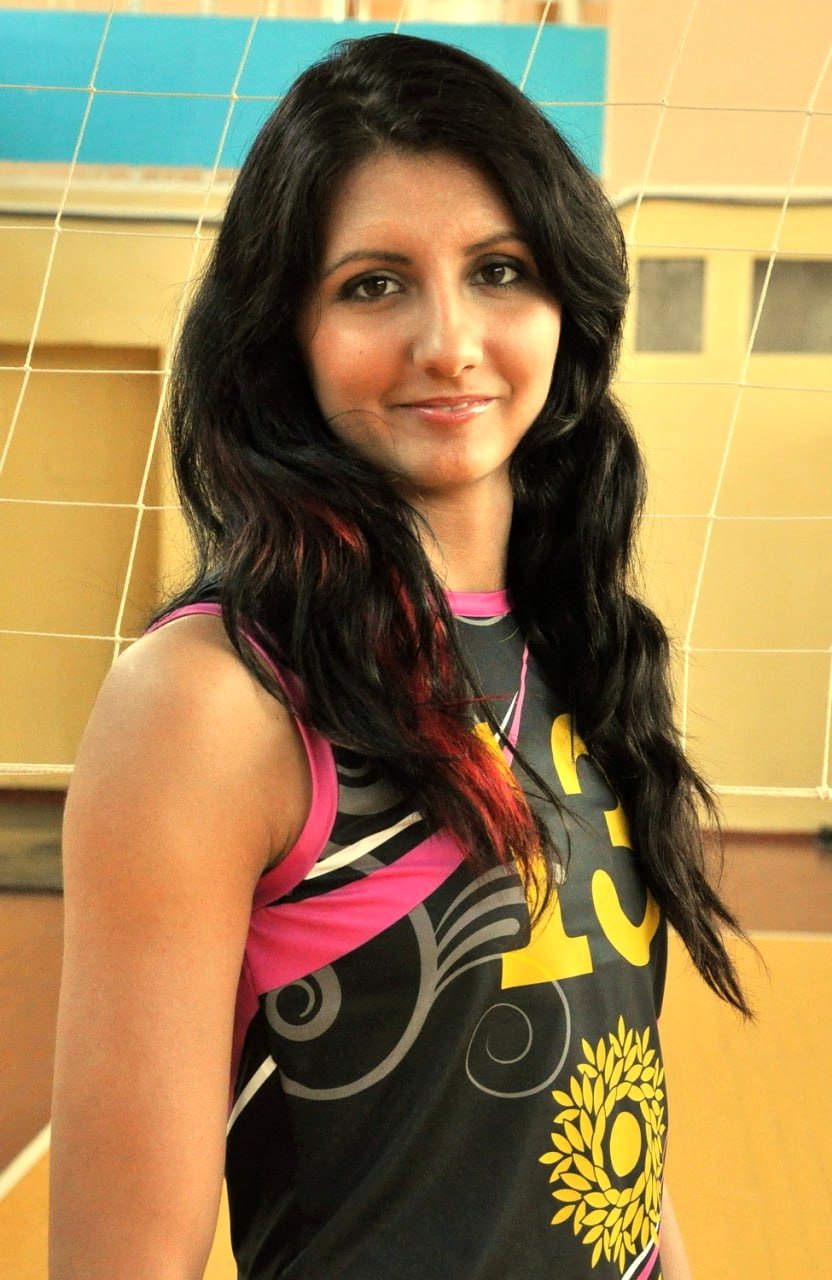
Таїсія Хорольська
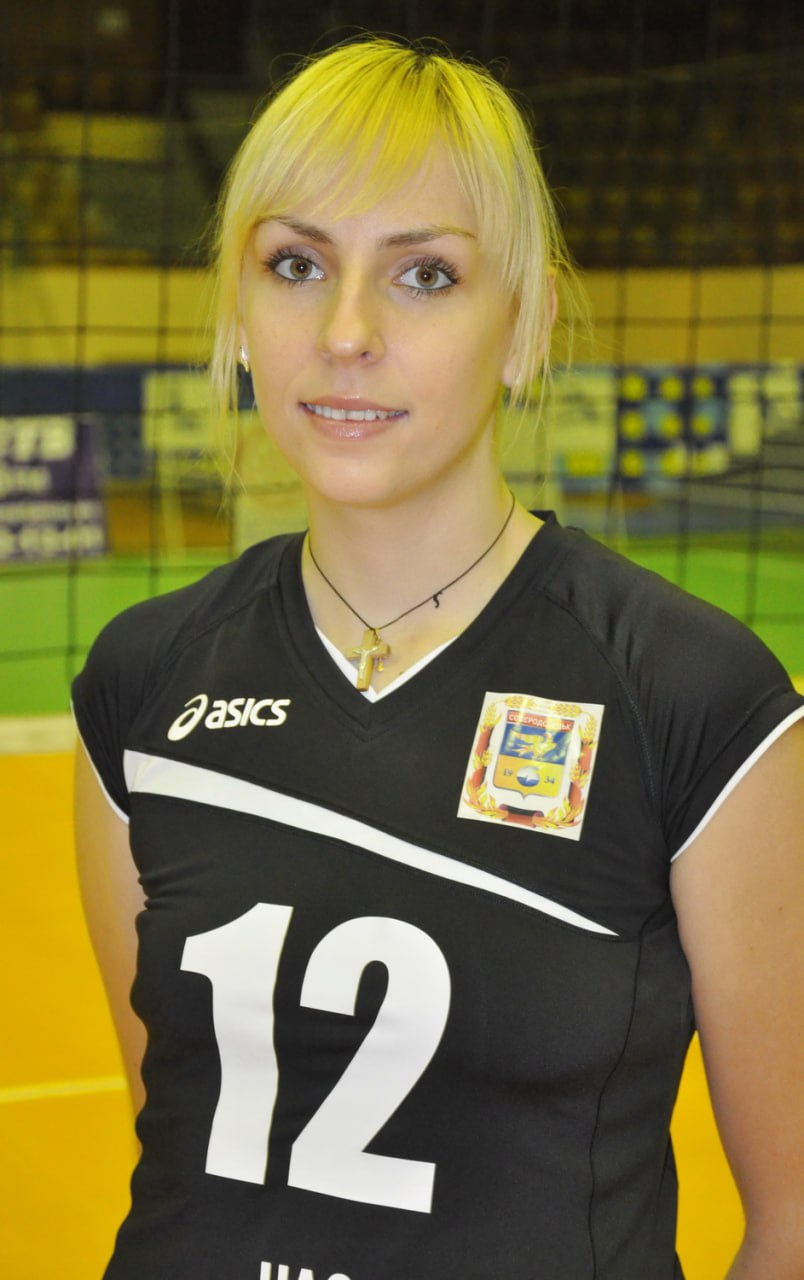
Тетяна Литвиновська
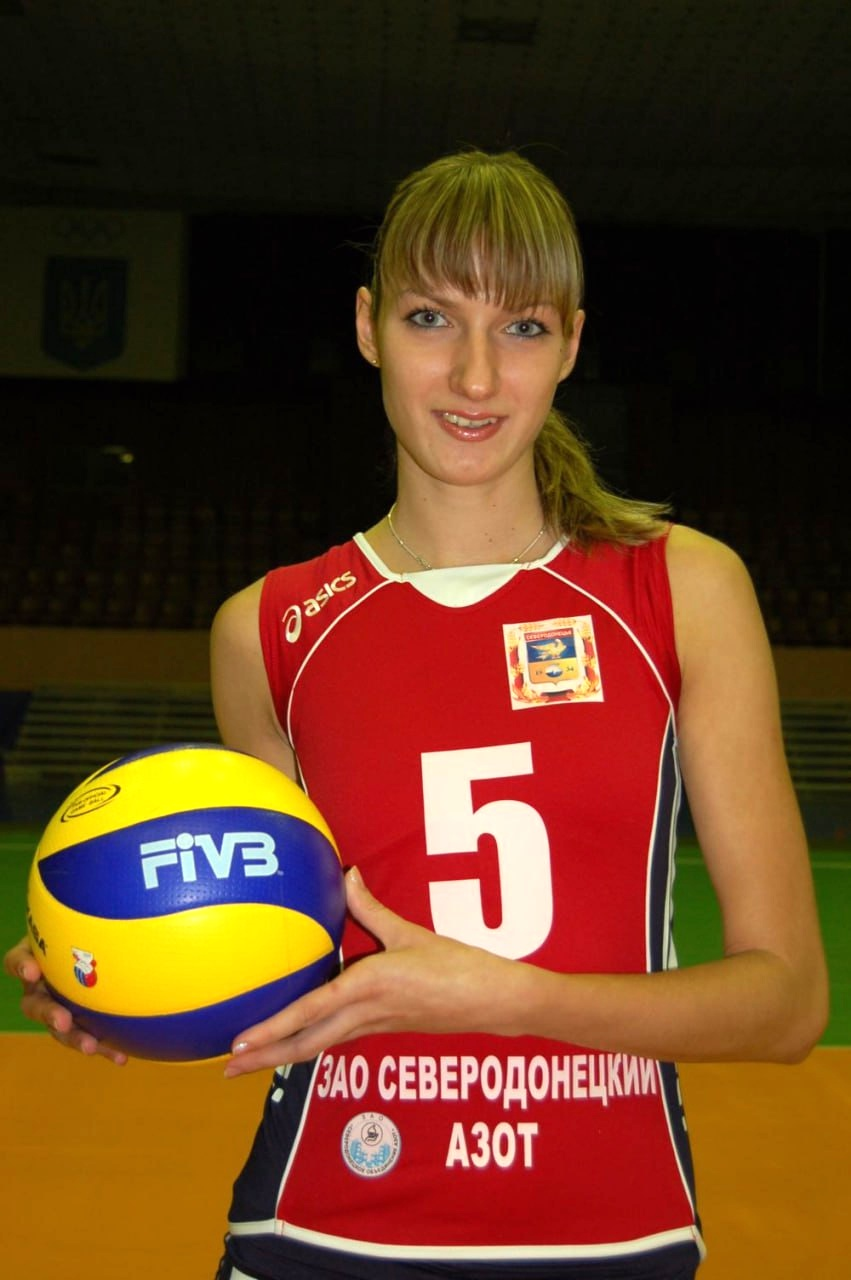
Трач Ольга
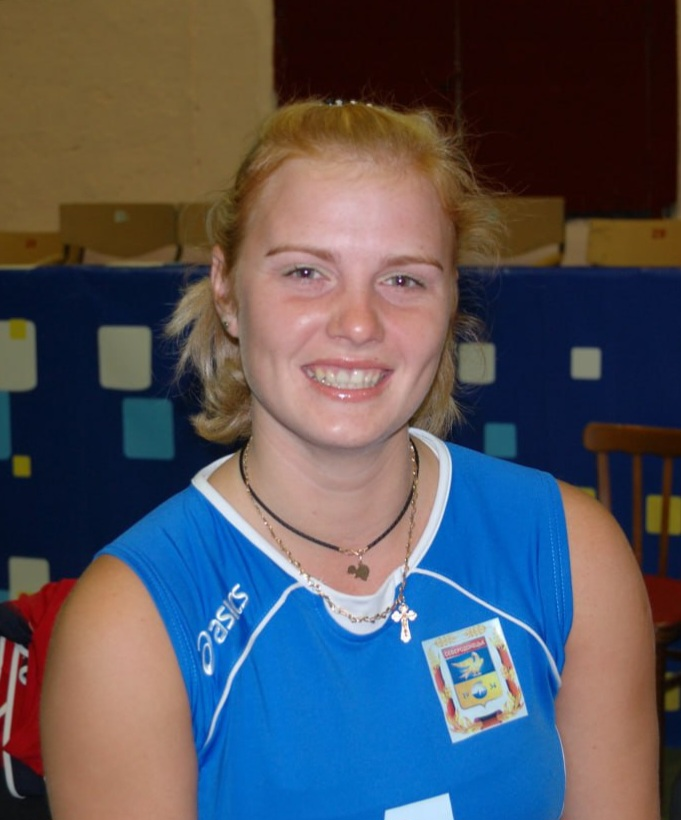
Христина Дєжкіна
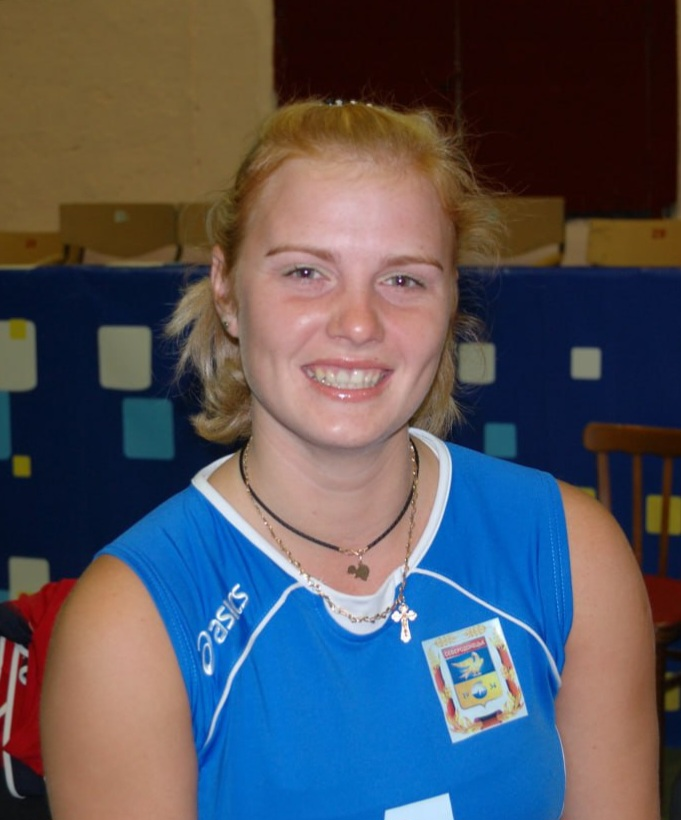
Христина Дєжкіна
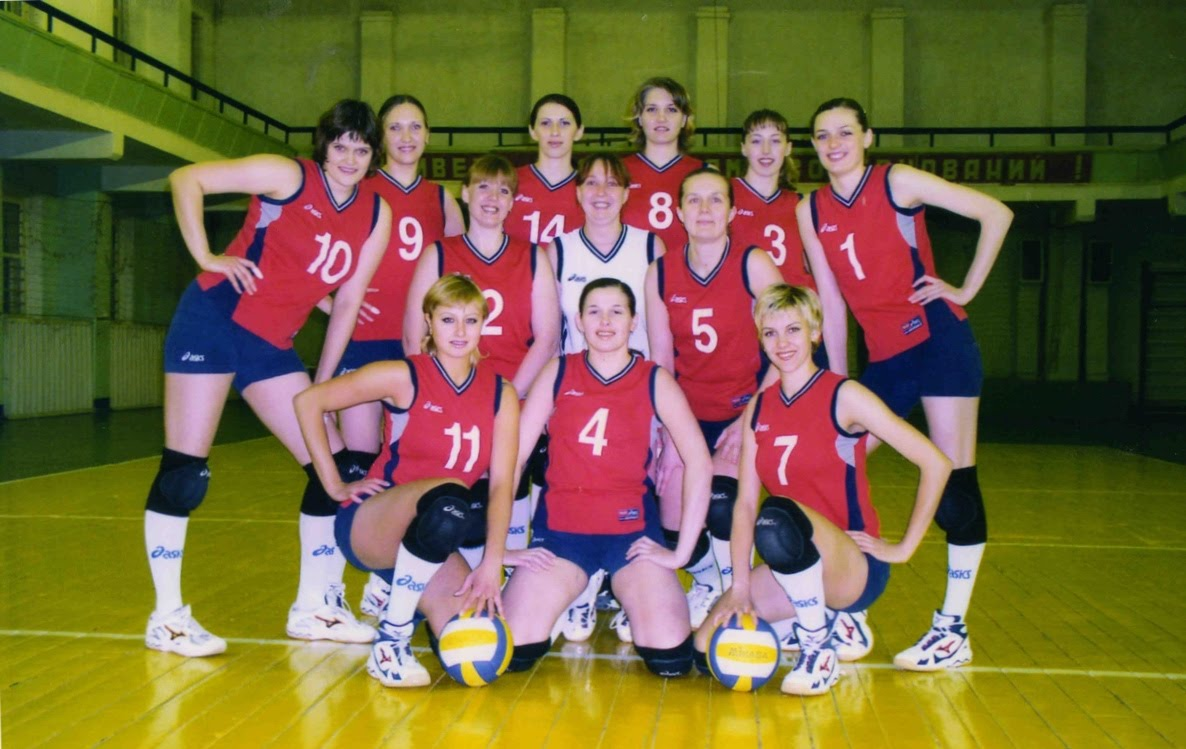
2009
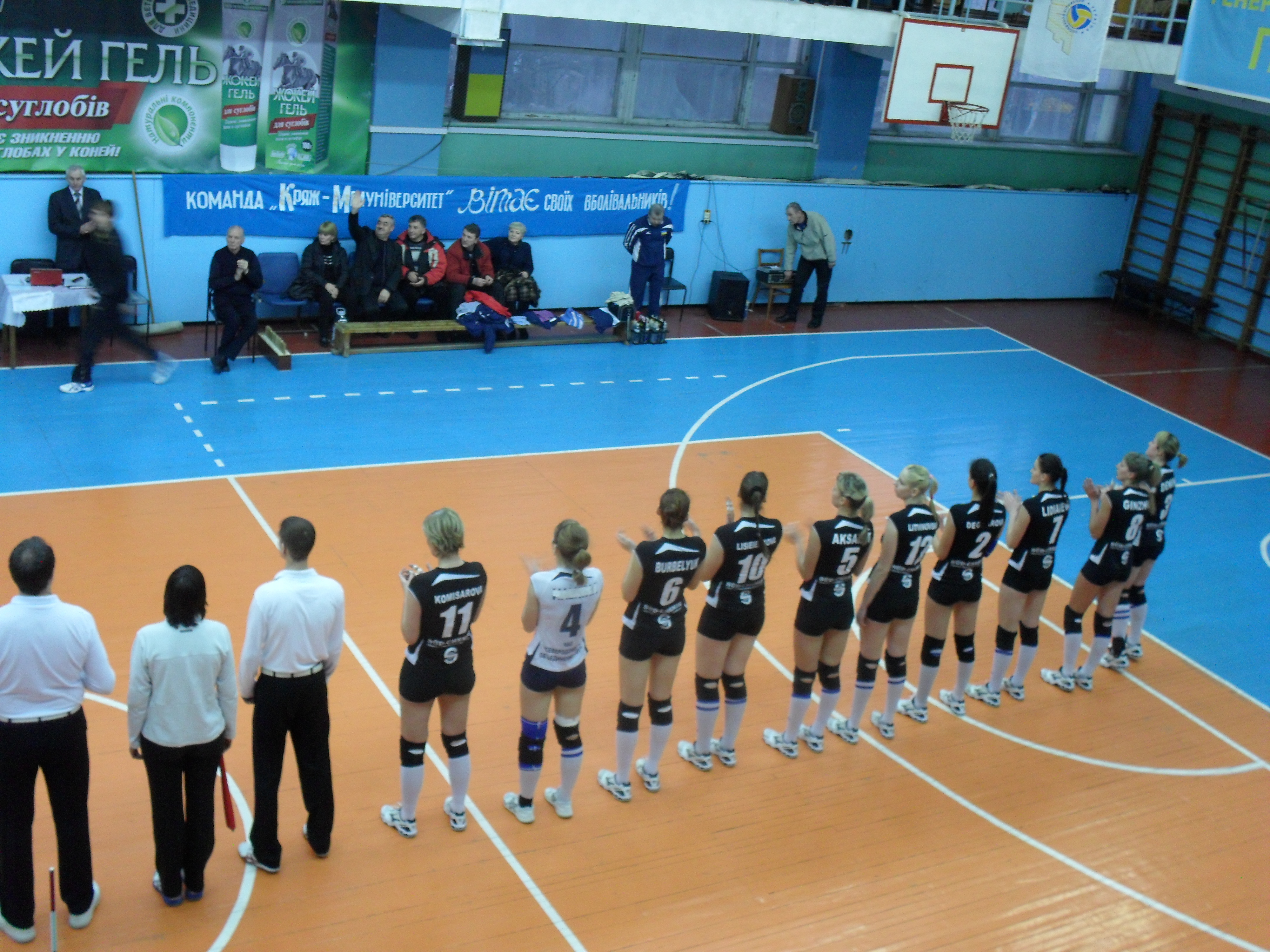
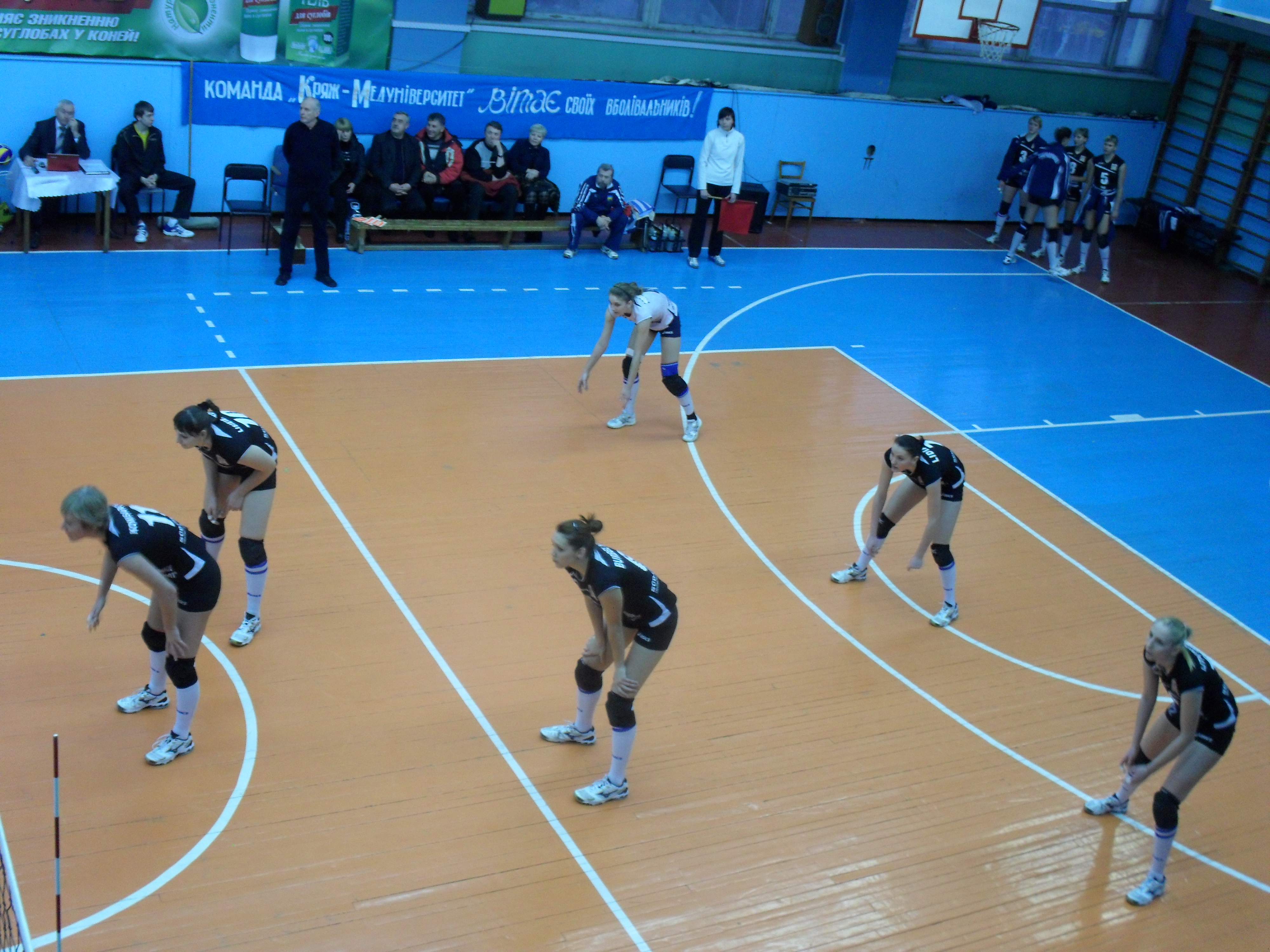
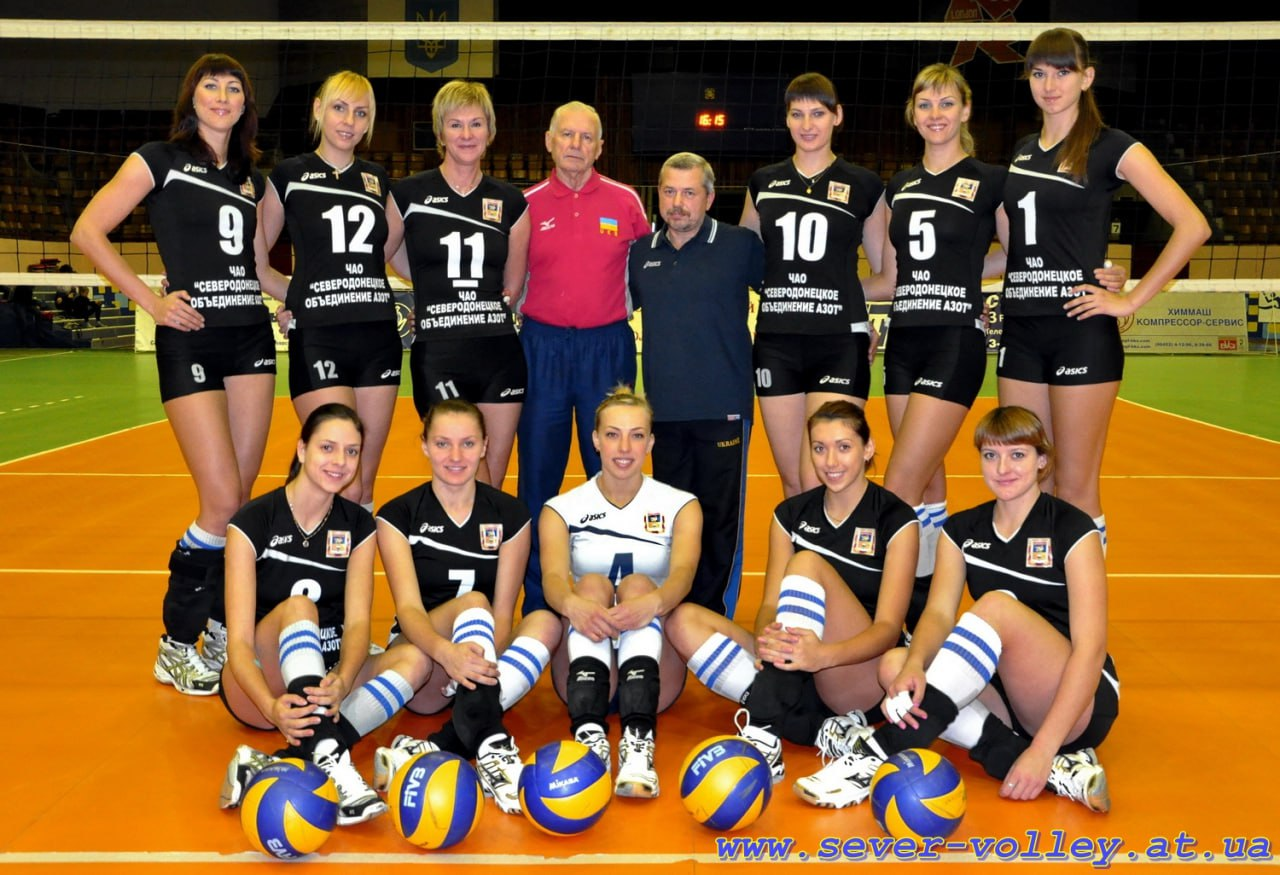
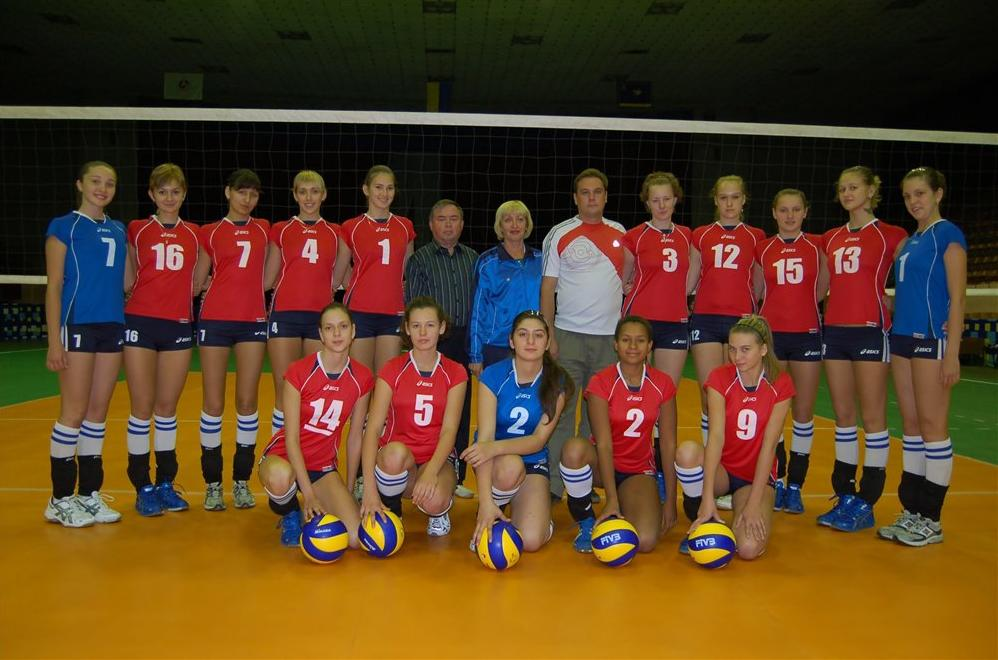
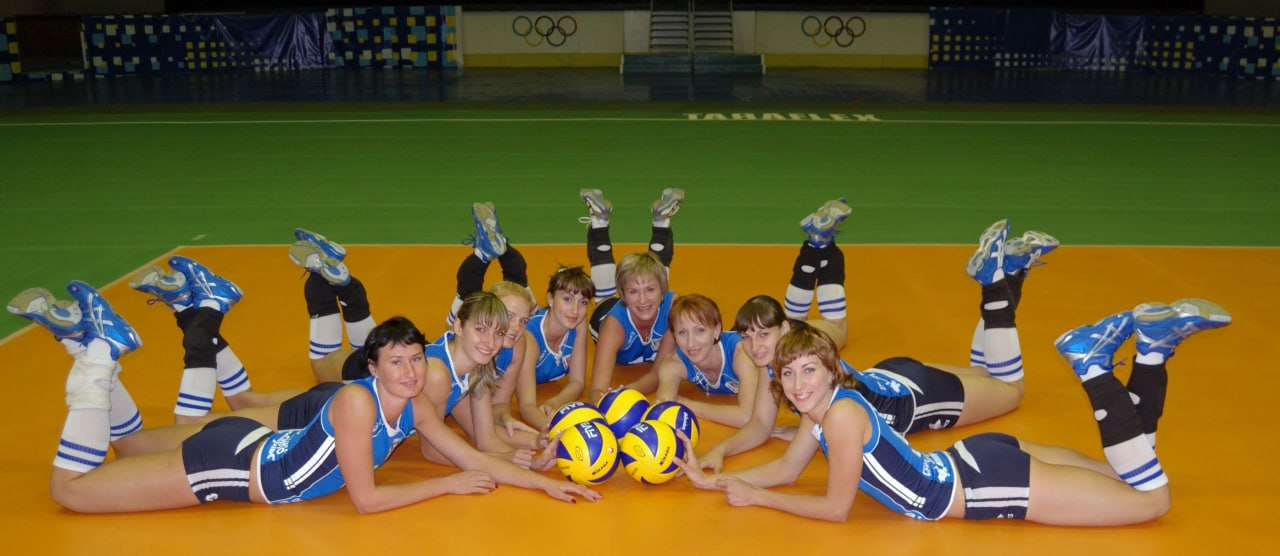
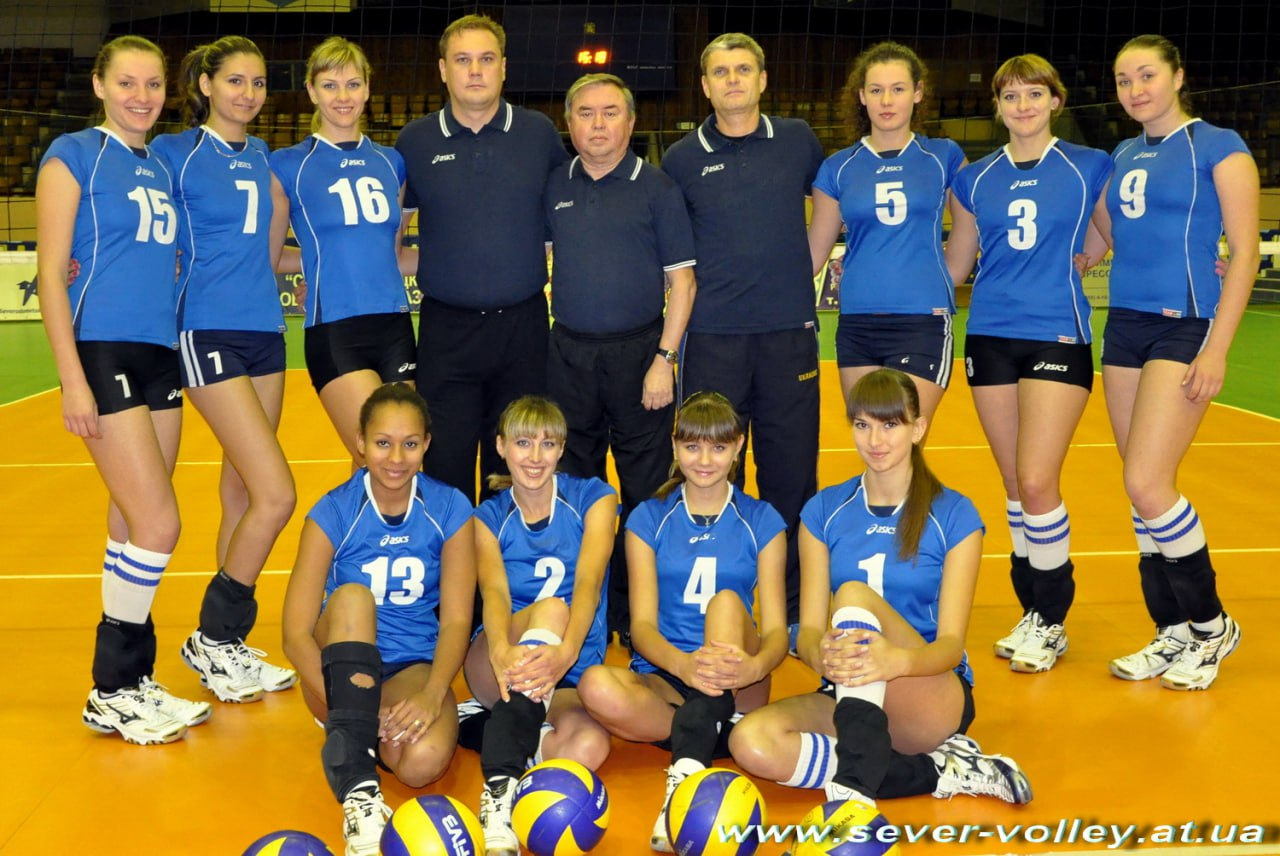
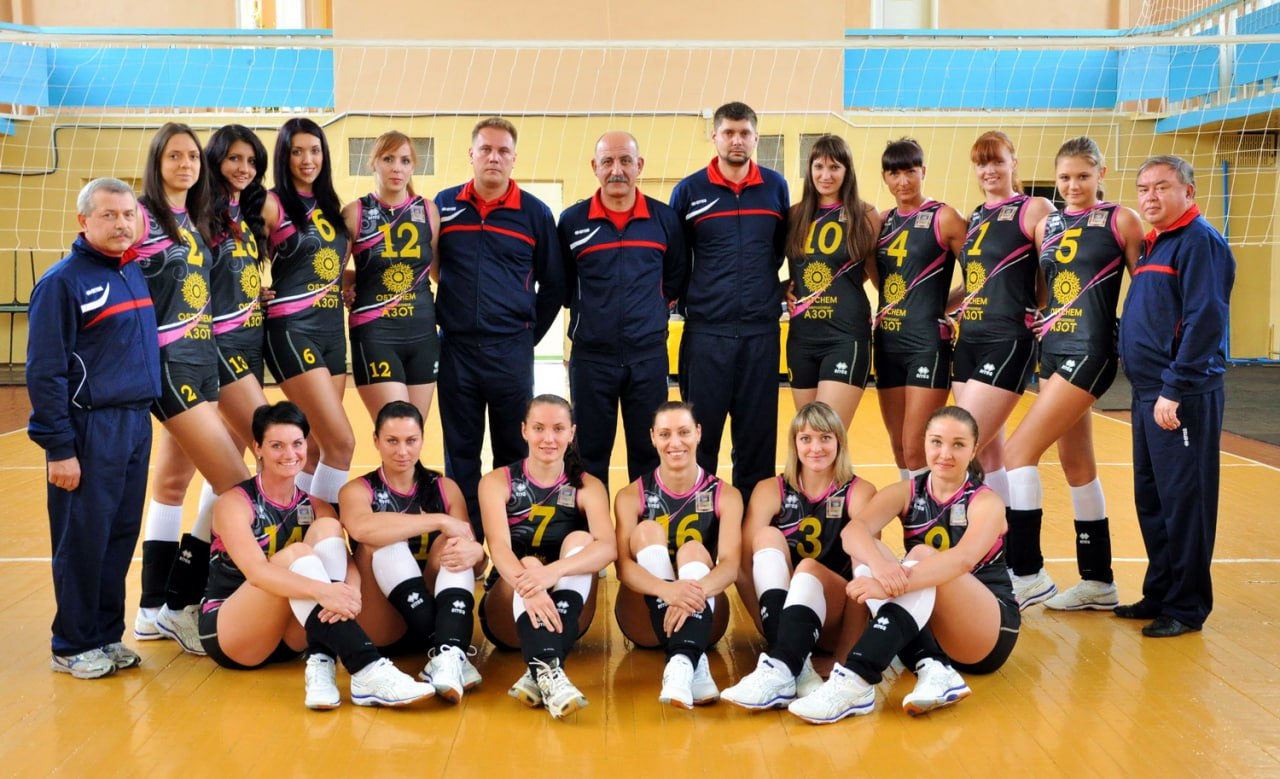

.
На фото: Ірина Комісарова (№ 11), ? (№ 4), Ганна Бурбелюк (№ 6), Ганна Лісєєнкова (№ 10), Ганна Аксамит (№ 5), Тетяна Литвиновська (№ 12), Марина Дегтярьова (№ 2), Світлана Лідяєва (№ 7), Ганна Гінзул (№ 8), Інна Деніна (№ 3).